# Germanisches Nationalmuseum
Germanisches Nationalmuseum (pol. Germańskie Muzeum Narodowe) – znajdujące się w Norymberdze, największe muzeum sztuki na niemieckim obszarze językowym i jedno z czołowych muzeów świata. Jest poświęcone historii kultury i sztuki germańskiej oraz niemieckiej. Zbiory muzeum obejmują przedział czasowy od protohistorii do czasów współczesnych. W kolekcji muzeum znajduje się ponad 1 300 000 eksponatów (wliczając w to zasoby biblioteki oraz zbiory grafiki), ale tylko 25 000 jest wystawianych. Jedną z głównych atrakcji zbiorów muzeum jest imponująca kolekcja niemieckiego malarstwa renesansowego (Dürer, Cranach, Altdorfer). Na uwagę zasługują też eksponaty średniowiecznej sztuki religijnej: manuskrypty, ołtarze, witraże, rzeźby i relikwiarze.

## Historia

Logo muzeum

Germańskie Muzeum Narodowe istnieje od 1852 roku. Jego powstanie zainicjował frankoński szlachcic Hans von und zu Aufseß. Postawił on sobie za cel utworzenia uporządkowanego zbioru materiałów źródłowych do niemieckiej historii, literatury i sztuki. Nazwa „germański” odnosiła się do „germańskiego obszaru kulturowego”, czyli obszarów, w których niegdyś posługiwano się językiem niemieckim. Bodźcem do powołania tego typu placówki było nieudane zjednoczenie państw niemieckich w 1848 roku. Po zjednoczeniu Niemiec w 1871 roku Germańskie Muzeum Narodowe otrzymało oficjalną nazwę Muzeum Narodowe niemieckiej kultury i sztuki (niem. Nationalmuseum deutscher Kunst und Kultur).

## Architektura

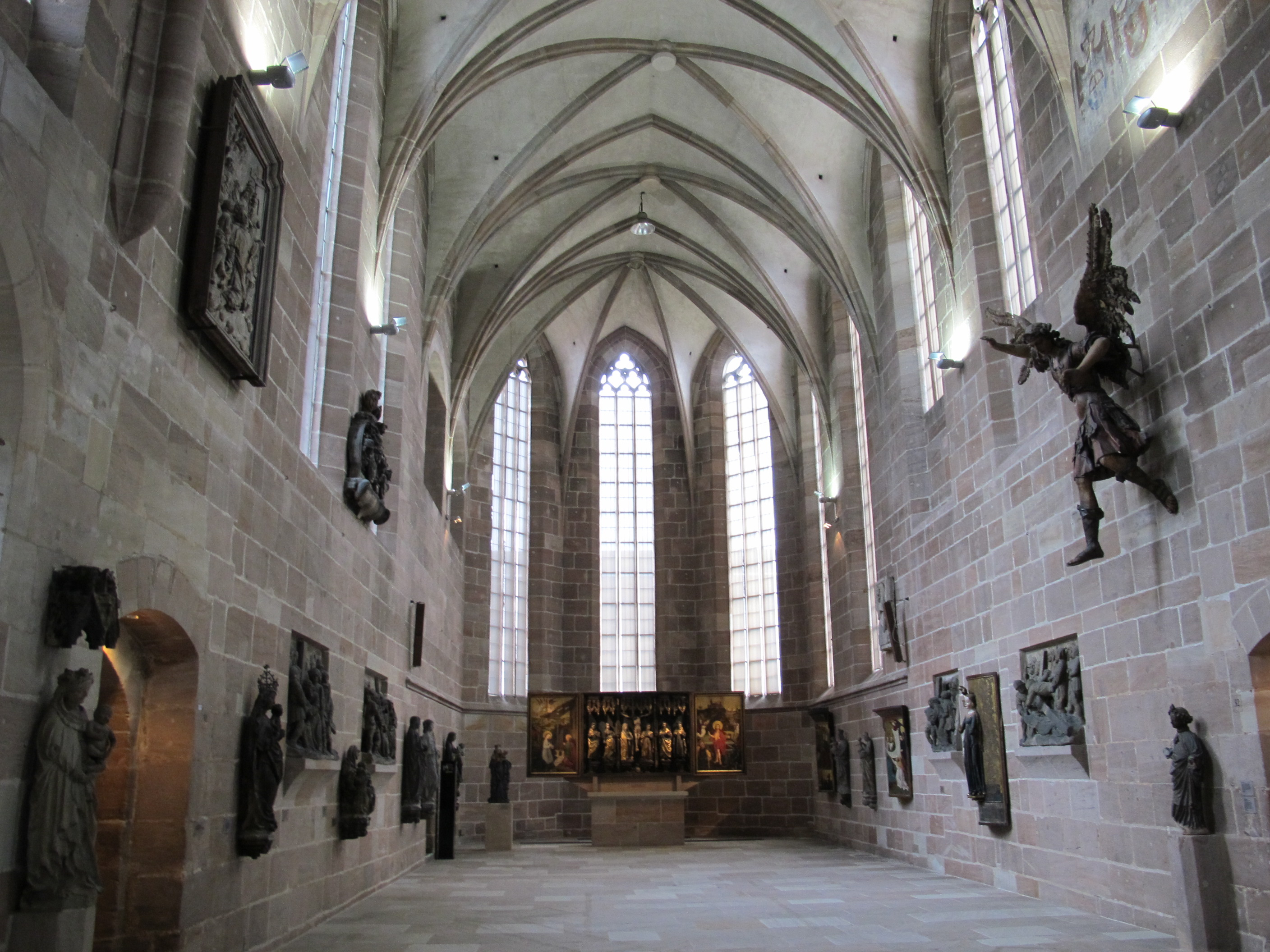
Wnętrze byłego kościoła kartuzów

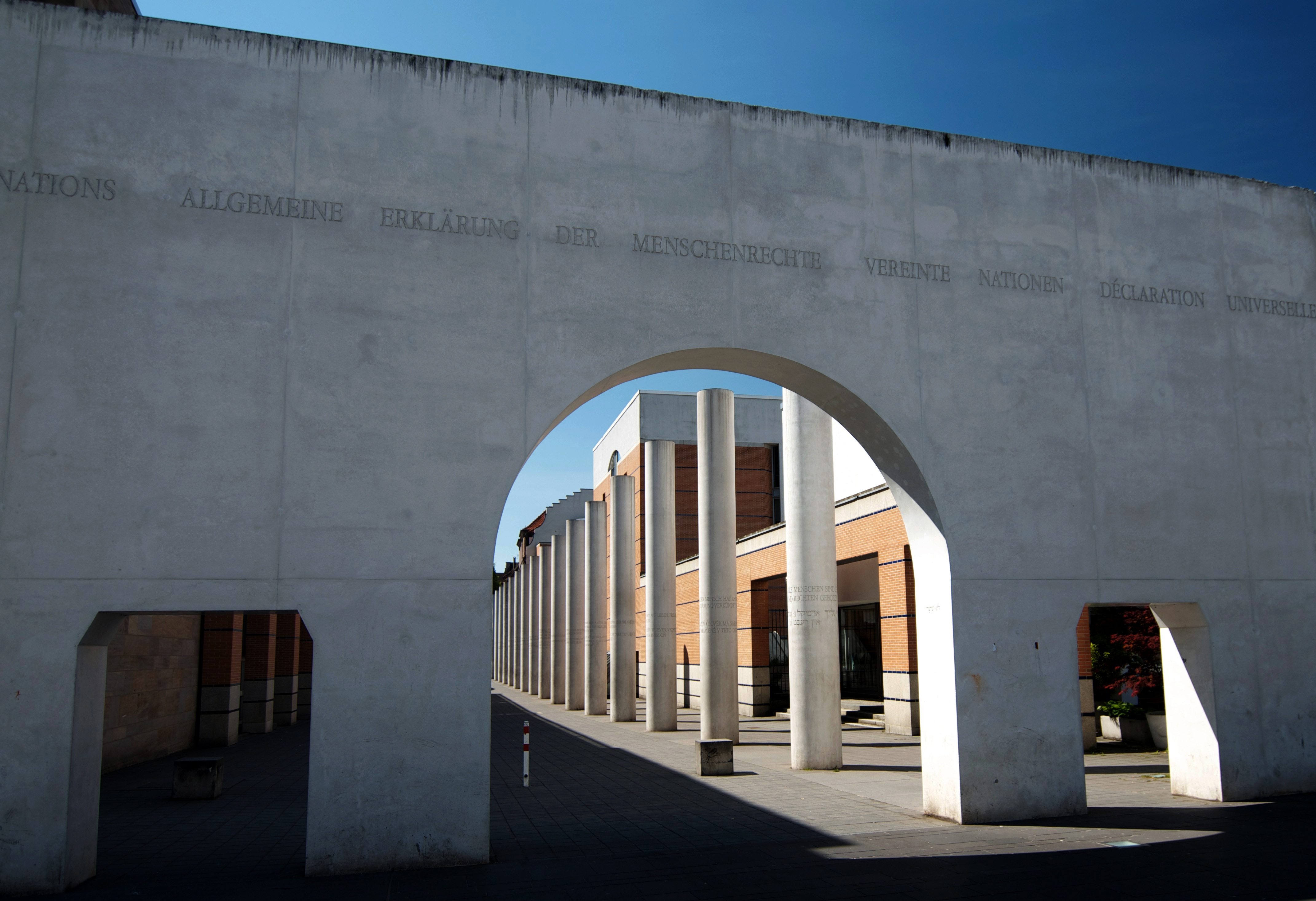
Dani Karawan, Droga Praw Człowieka

W 1857 roku król Bawarii ofiarował założycielowi muzeum budynek byłego klasztoru kartuzów, położony na południowym krańcu Starego Miasta w Norymberdze. XIV-wieczny zespół architektoniczny obejmował kościół i zabudowania klasztorne z krużgankami. Na początku XX wieku muzeum rozbudowano, aby pomieścić rosnące zbiory. Po ciężkich zniszczeniach w czasie wojennych muzeum odbudowano w nowoczesnej formie w latach 50. i 60. włączając do niego ocalałe resztki dawnego klasztoru kartuzów. W 1993 roku zbudowano przeszklony obiekt, tzw. Museum-Forum z holem wejściowym i monumentalnym zespołem rzeźbiarskim na wolnym powietrzu zatytułowanym „Droga Praw Człowieka” („Straße der Menschenrechte”) według projektu izraelskiego artysty Daniego Karawana. Trzydzieści kolumn tworzących zespół rzeźbiarski odpowiada trzydziestu artykułom Powszechnej Deklaracji Praw Człowieka.

## Zbiory
Zbiory muzealne obejmują: malarstwo, rzeźbę, grafikę, rzemiosło artystyczne, meble, monety, judaica, instrumenty muzyczne, tekstylia, broń, sprzęt myśliwski, przyrządy naukowe i medyczne oraz archiwum historyczne.

### Prehistoria i protohistoria
Zbiory obejmują wykopaliska archeologiczne z okresu paleolitu do czasów Karola Wielkiego, od ok. 200 000 p.n.e. do 800 n.e., dając pogląd na rozwój człowieka od etapu myślistwa i zbieractwa poprzez osiadły rolniczy tryb życia aż do powstania państwowości. Na kolekcję składają się wyroby z kamienia, gliny, złota, brązu, żelaza i szkła, pochodzące z grobowców i znalezisk skarbowych.
Kolekcja archeologiczna istnieje od założenia muzeum w 1852 roku, choć dziedziny nauki: prehistoria i protohistoria wówczas jeszcze nie istniały, a epoki kamienia, brązu i żelaza musiały być dopiero opracowane. Znaleziska prehistoryczne nie były więc początkowo traktowane jako odrębny typ źródła. Ukierunkowane działania kolekcjonerskie rozpoczęto dopiero w 1881 roku. Eksponaty były przekazywane do muzeum przez osoby prywatne i stowarzyszenia. Zgromadzone wówczas zbiory dają jeszcze dziś dobry pogląd na historyczno-kulturowy rozwój Niemczech i Europy Środkowej. Ostatnią wojnę przetrwały one w zasadniczo dobrym stanie. Ich ilościowy przyrost po wojnie był niewielki, ponieważ analogiczne kolekcje zaczęły gromadzić muzea innych krajów związkowych. Zbiory muzeum w Norymberdze uporządkował w latach 1947–1968 archeolog Georg Raschke. Obecna ekspozycja pochodzi z roku 2006.

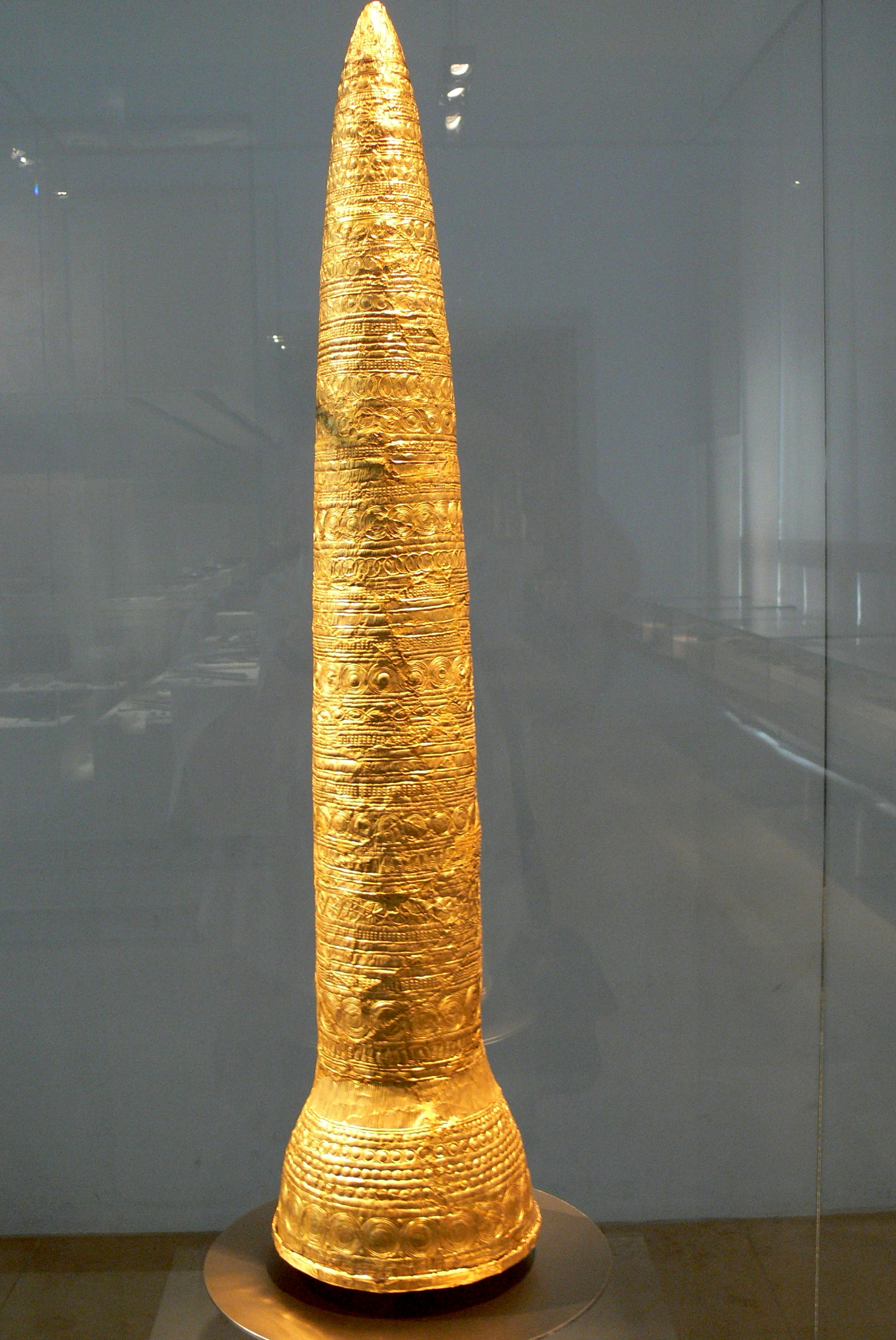
Złoty stożek z Ezelsdorf-Buch. Krąg kultur pól popielnicowych, XI – IX w. p.n.e.
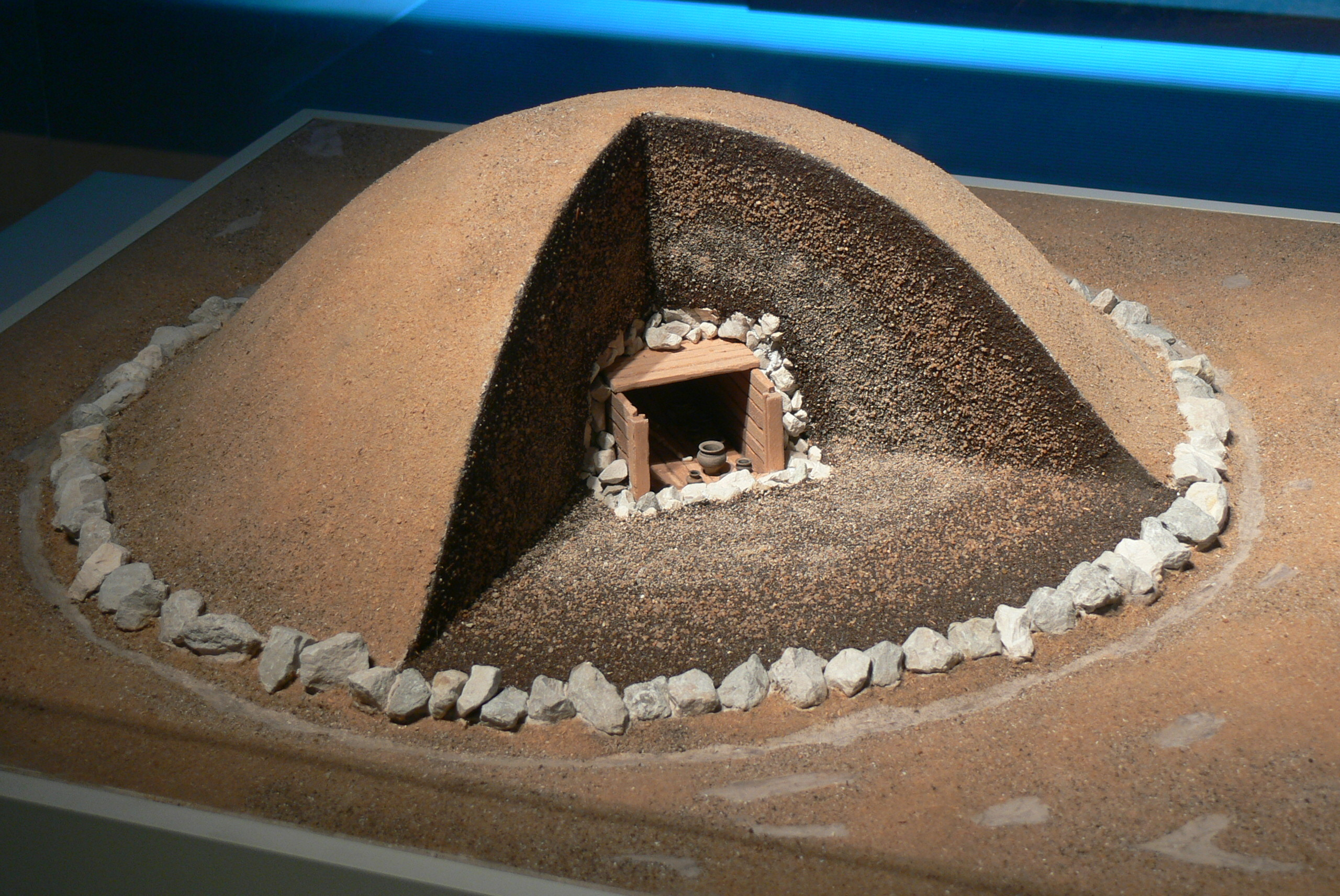
Model kurhanu nagrobnego z okresu kultury halsztackiej
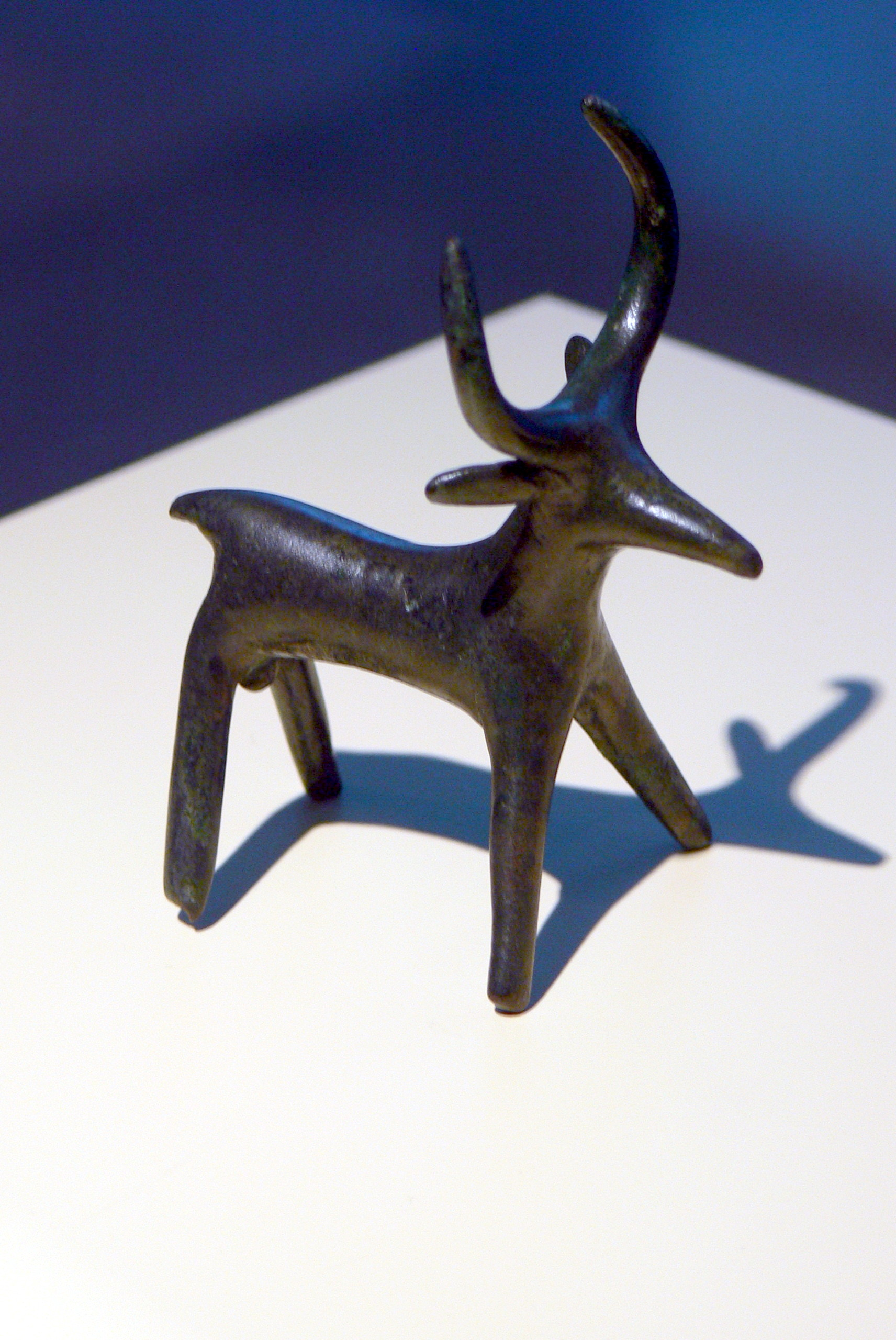
Figurka zwierzęcia, okres kultury halsztackiej, 700 – 500 r. p.n.e.
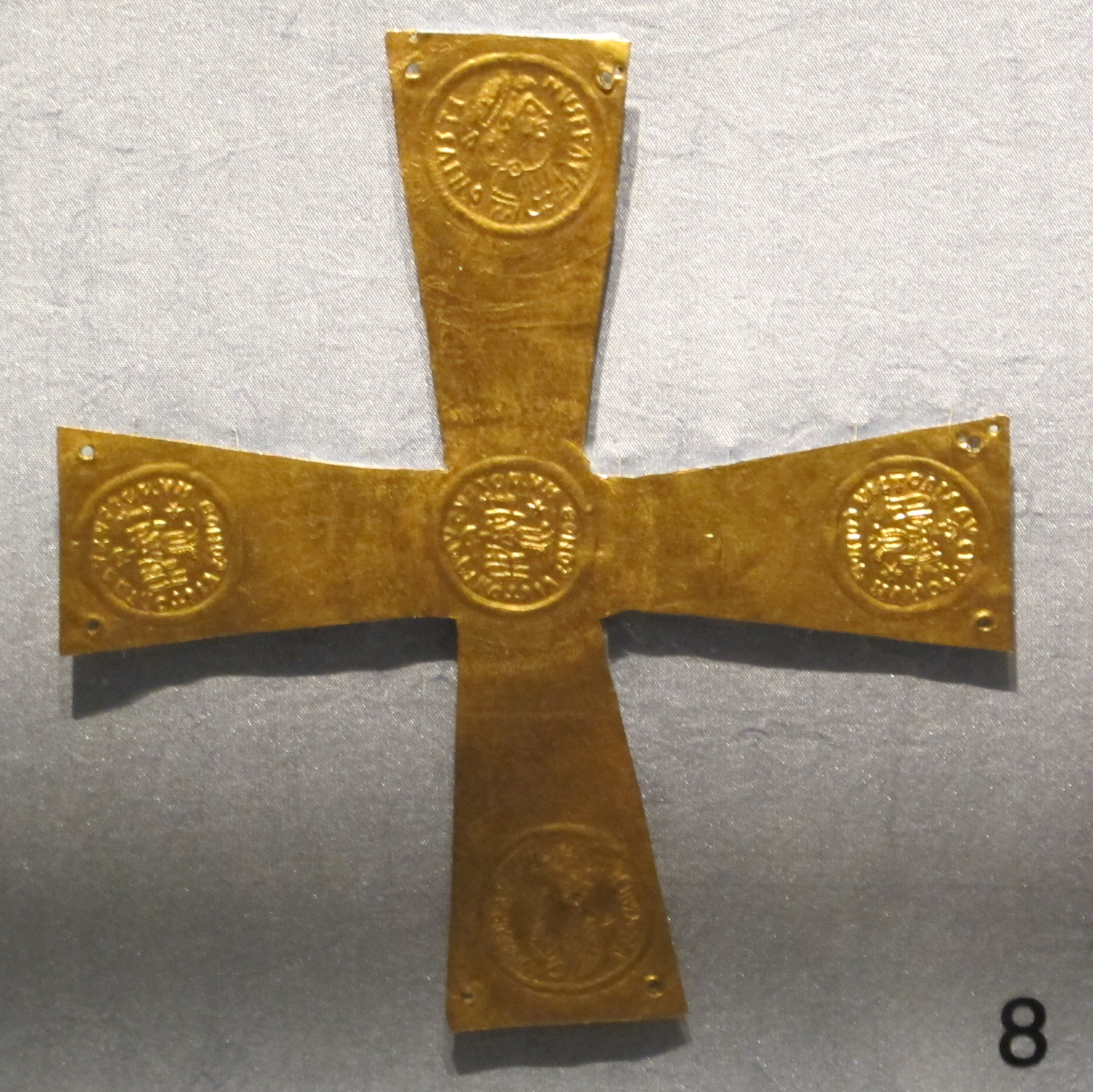
Złoty krzyżyk longobardzki z monetą cesarza Justyna II, VI–VIII w.

### Malarstwo do końca XVIII wieku i witraże
Dział ten obejmuje 600 lat historii malarstwa, od romańskich witraży do akademickiego malarstwa sztalugowego końca XVIII w. Kolekcja witraży należy do najznamienitszych na niemieckim obszarze językowym i jest zarazem jednym z pierwszych zbiorów Germańskiego Muzeum Narodowego. Główni artyści reprezentowani w tym dziale to: Albrecht Dürer, Hans Baldung, Lucas Cranach Starszy i Rembrandt.

#### Malarstwo niemieckie

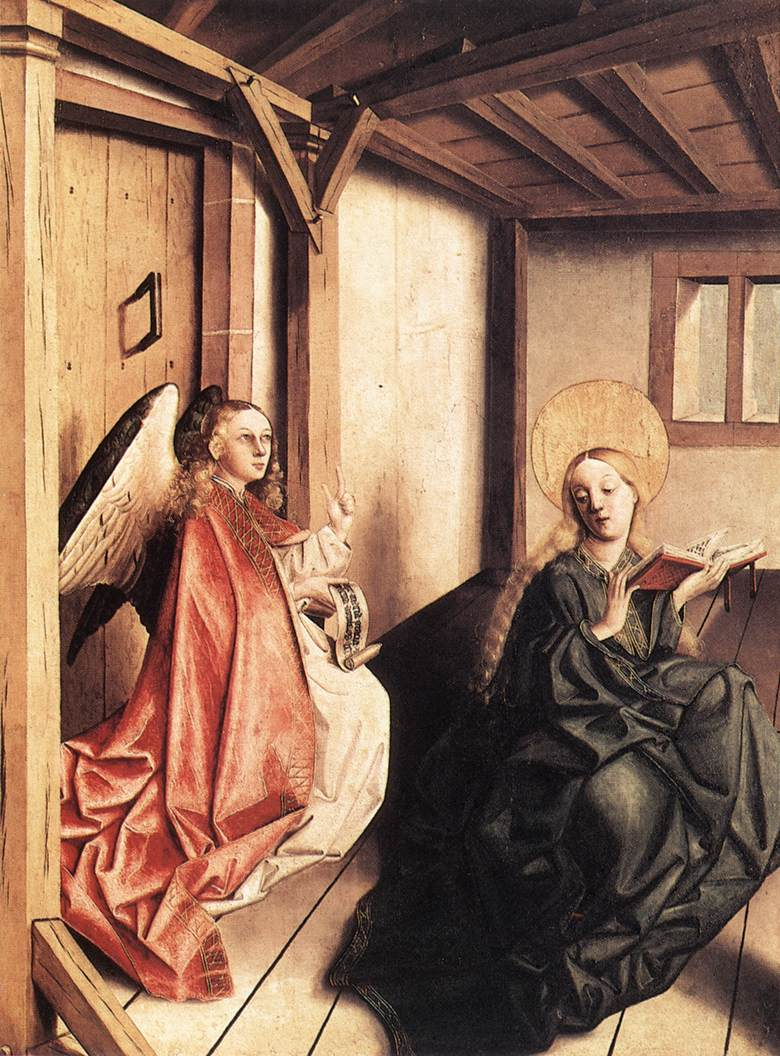
Konrad Witz, Zwiastowanie, ok. 1440
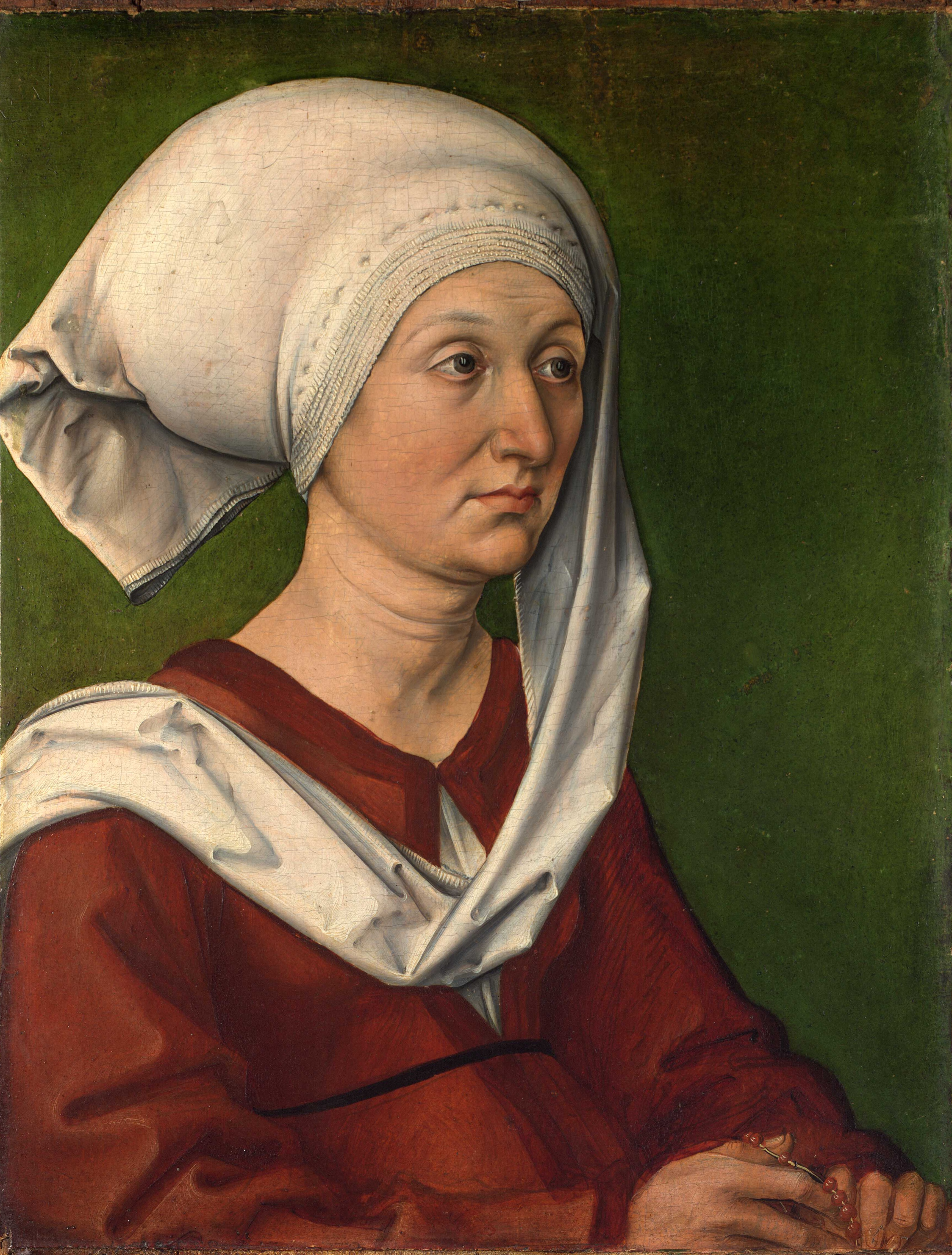
Albrecht Dürer, Portret Barbary Dürer – część dyptyku Portrety ojca i matki, 1490–1493
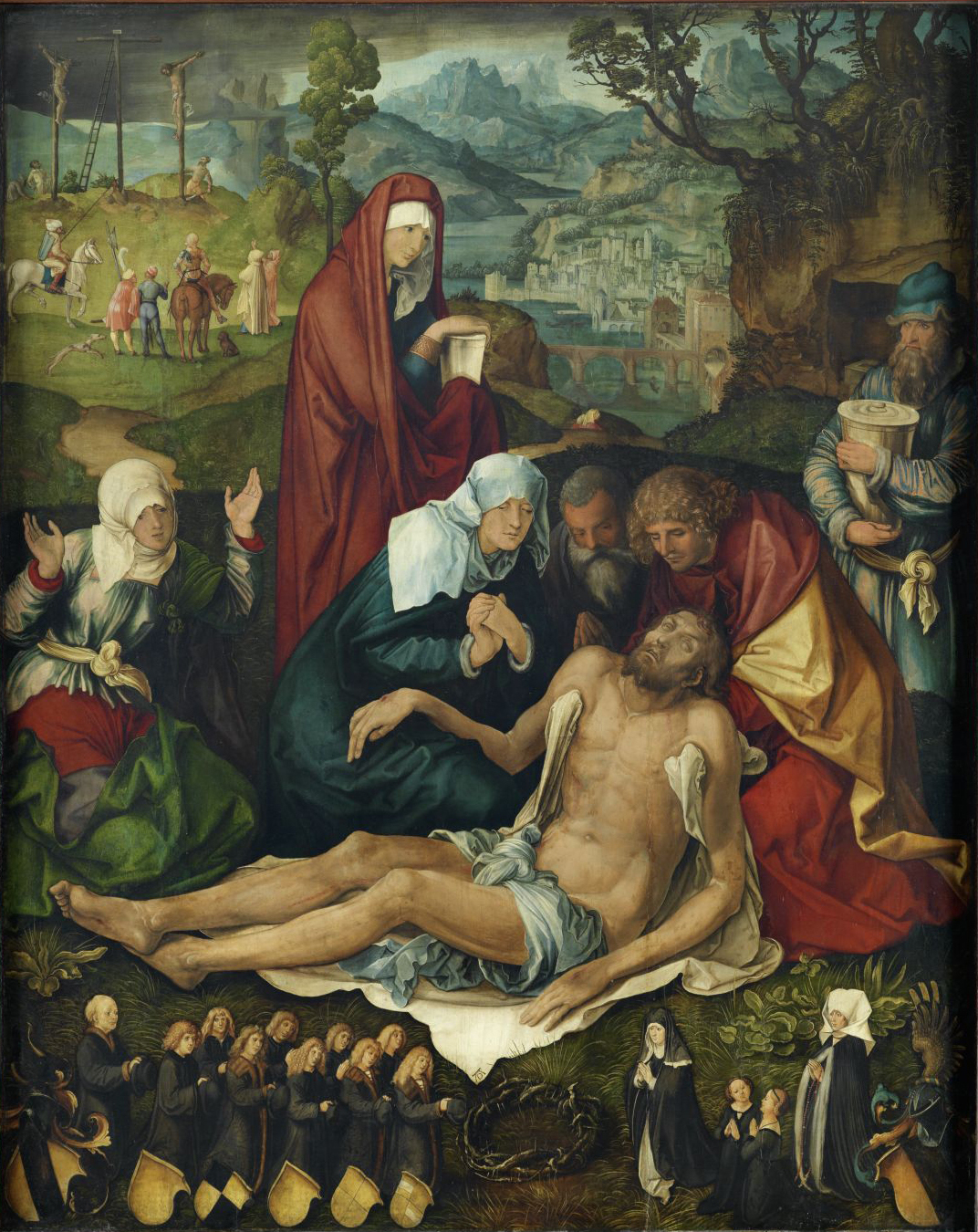
Obraz przypisywany Dürerowi, Opłakiwanie Chrystusa, ok. 1498
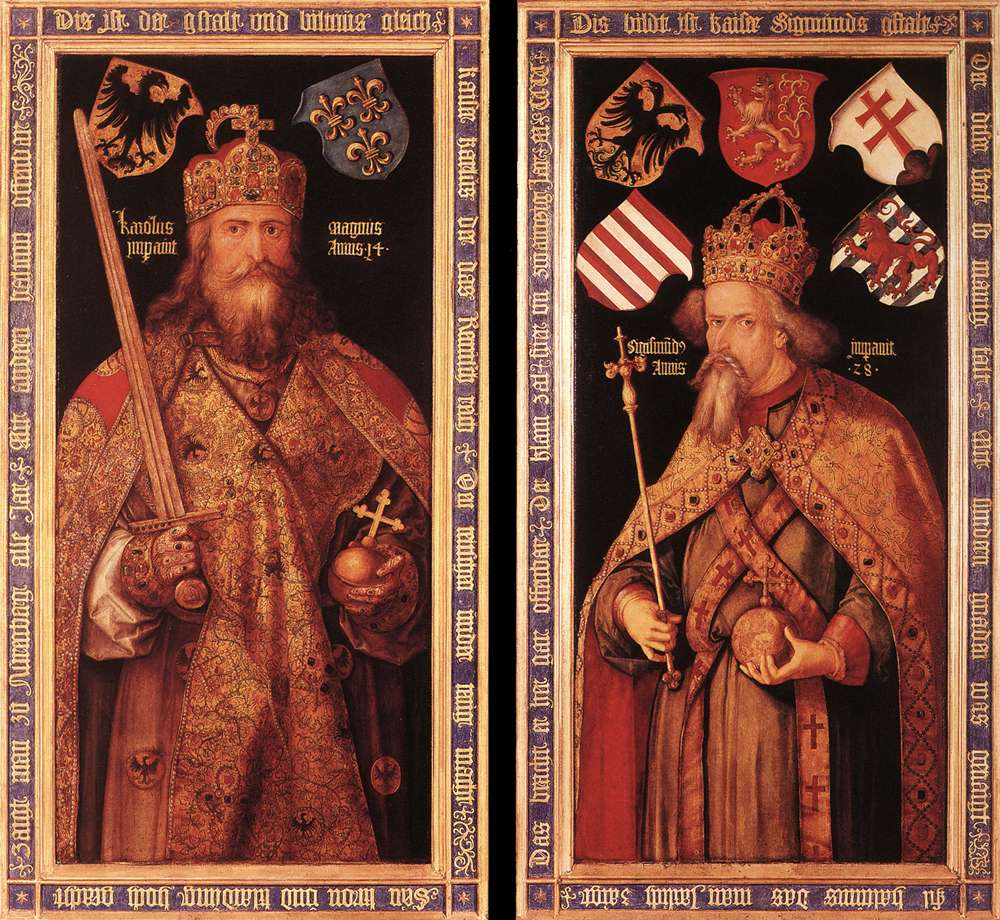
Albrecht Dürer, Cesarze Karol Wielki i Zygmunt, 1514
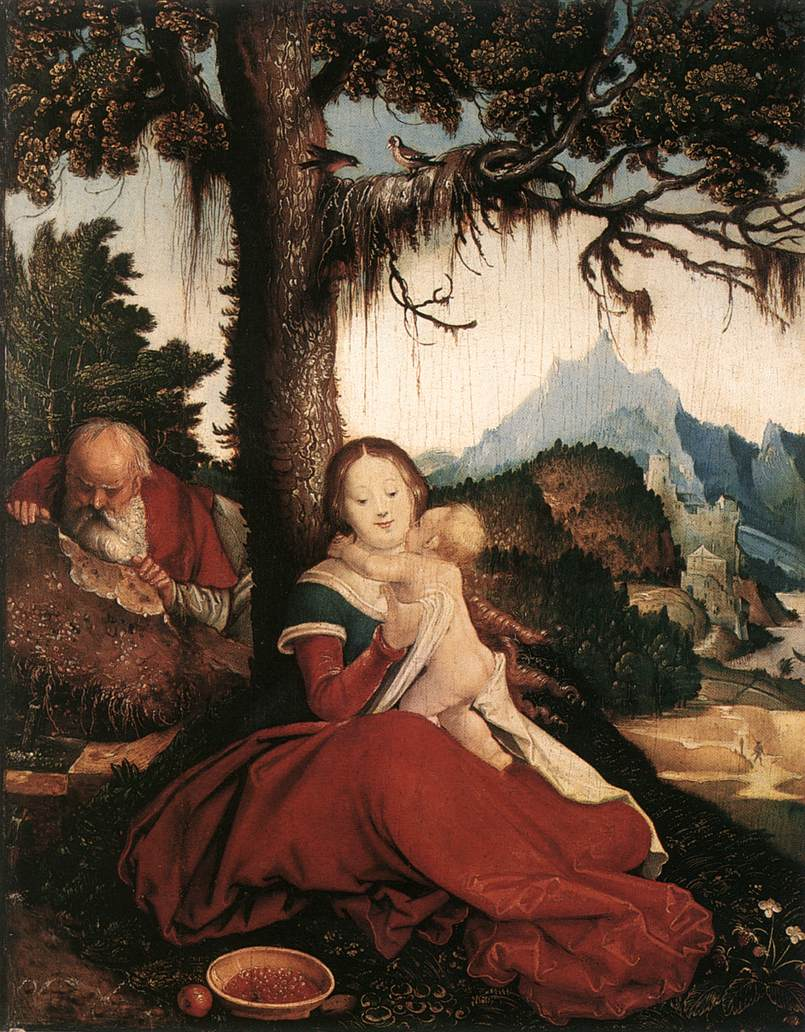
Hans Baldung, Odpoczynek podczas ucieczki do Egiptu, 1524
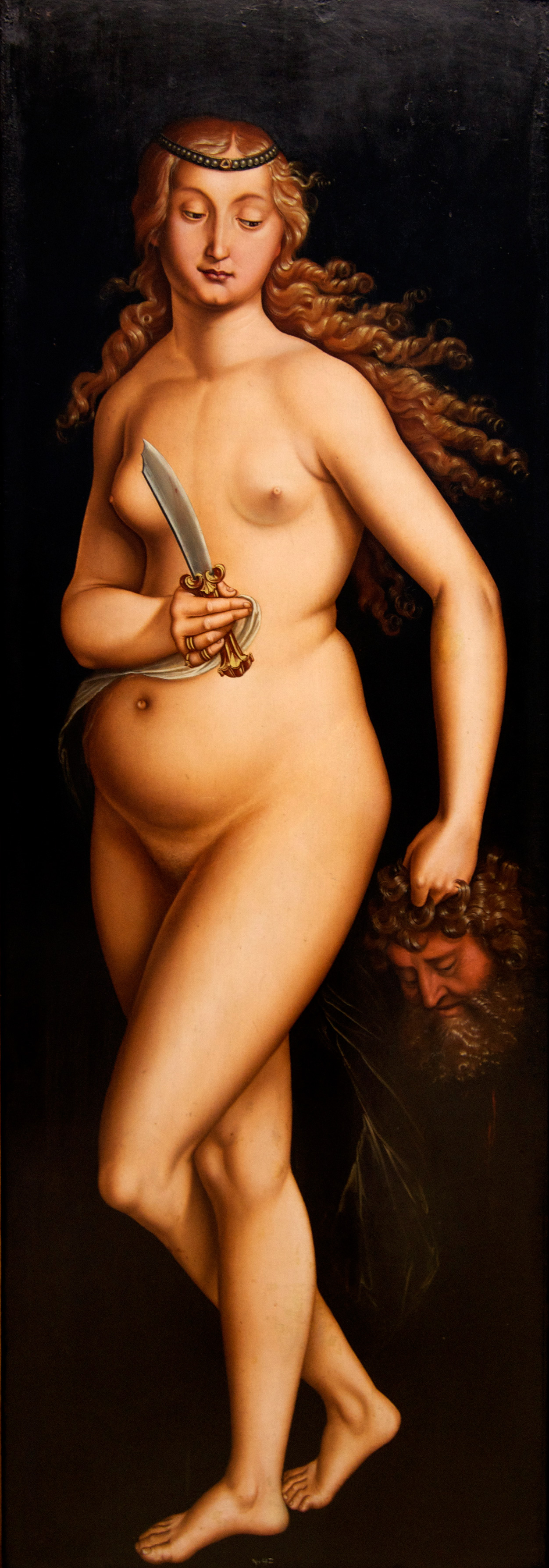
Hans Baldung, Judyta z głową Holofernesa, 1525
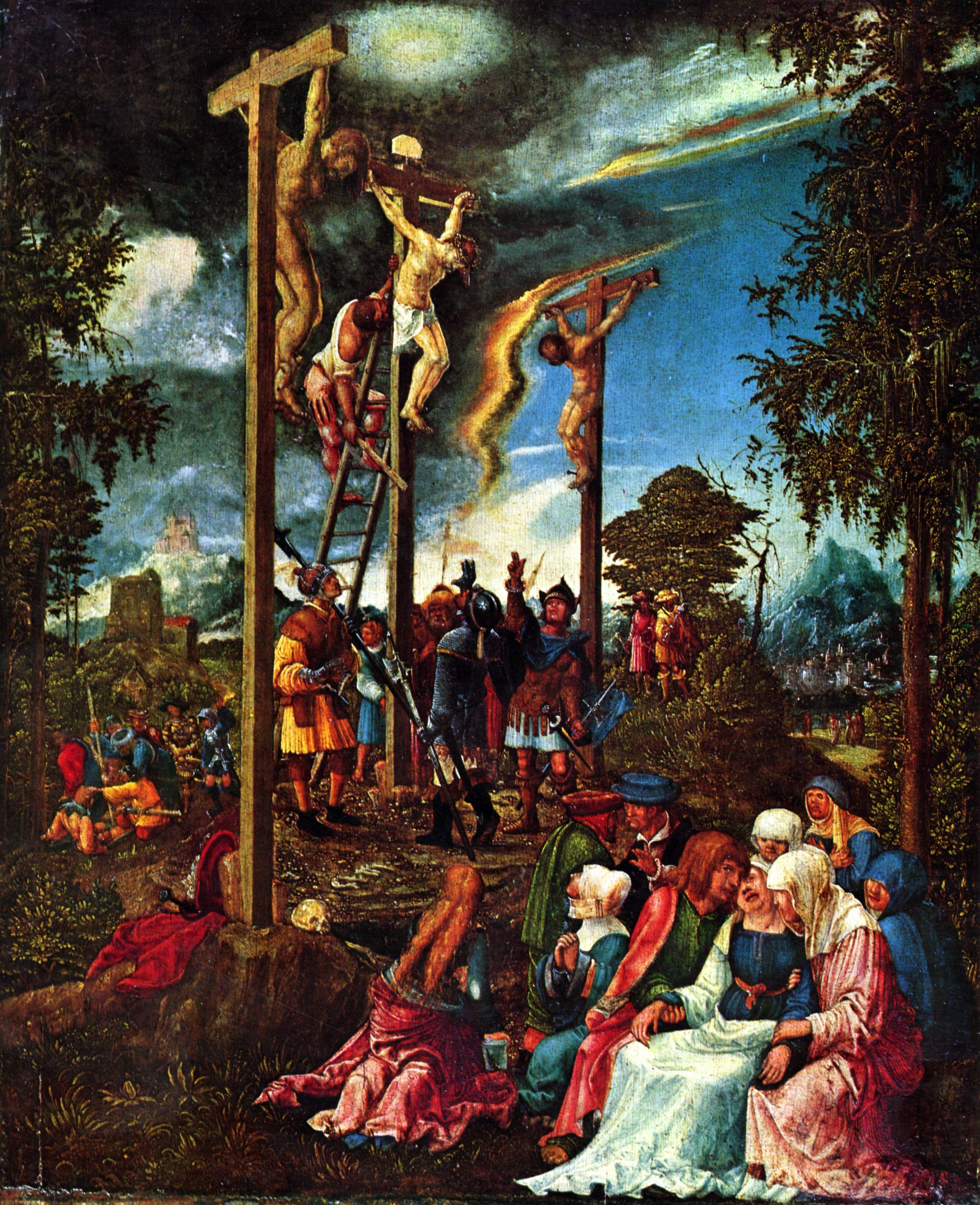
Albrecht Altdorfer, Kalwaria, ok. 1526
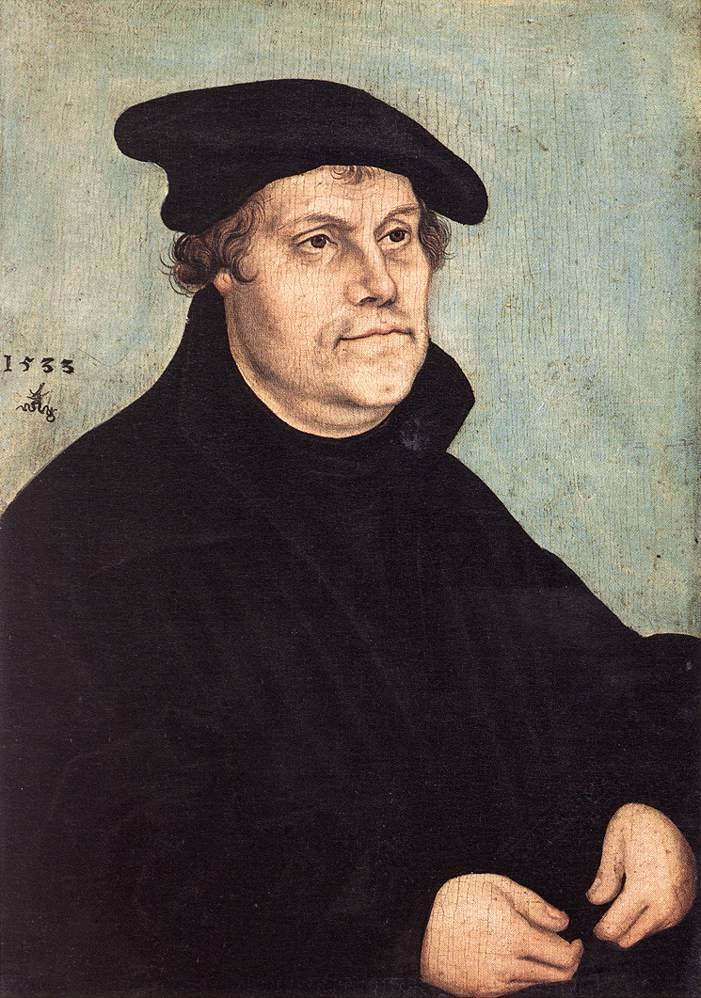
Lucas Cranach Starszy, Portret Marcina Lutra, 1543

#### Malarstwo holenderskie

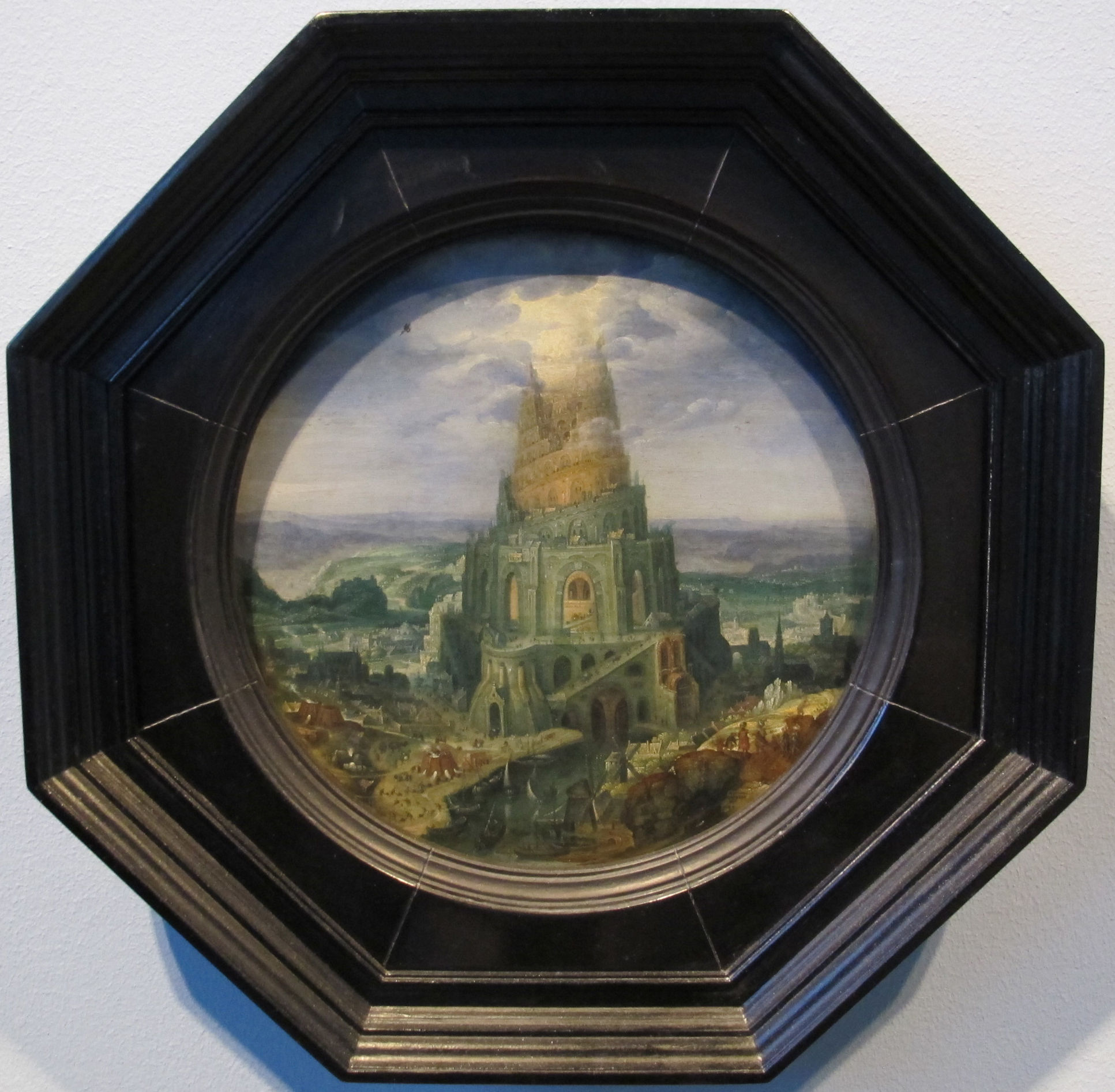
Roelandt Savery, Wieża Babel, 1602
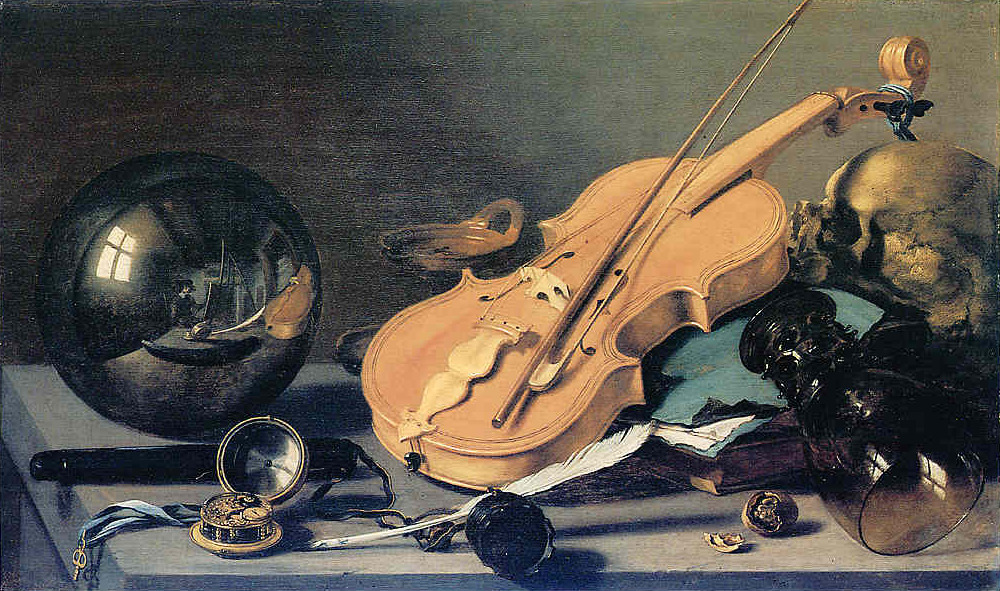
Pieter Claesz, Vanitas – Martwa natura z autoportretem, 1628
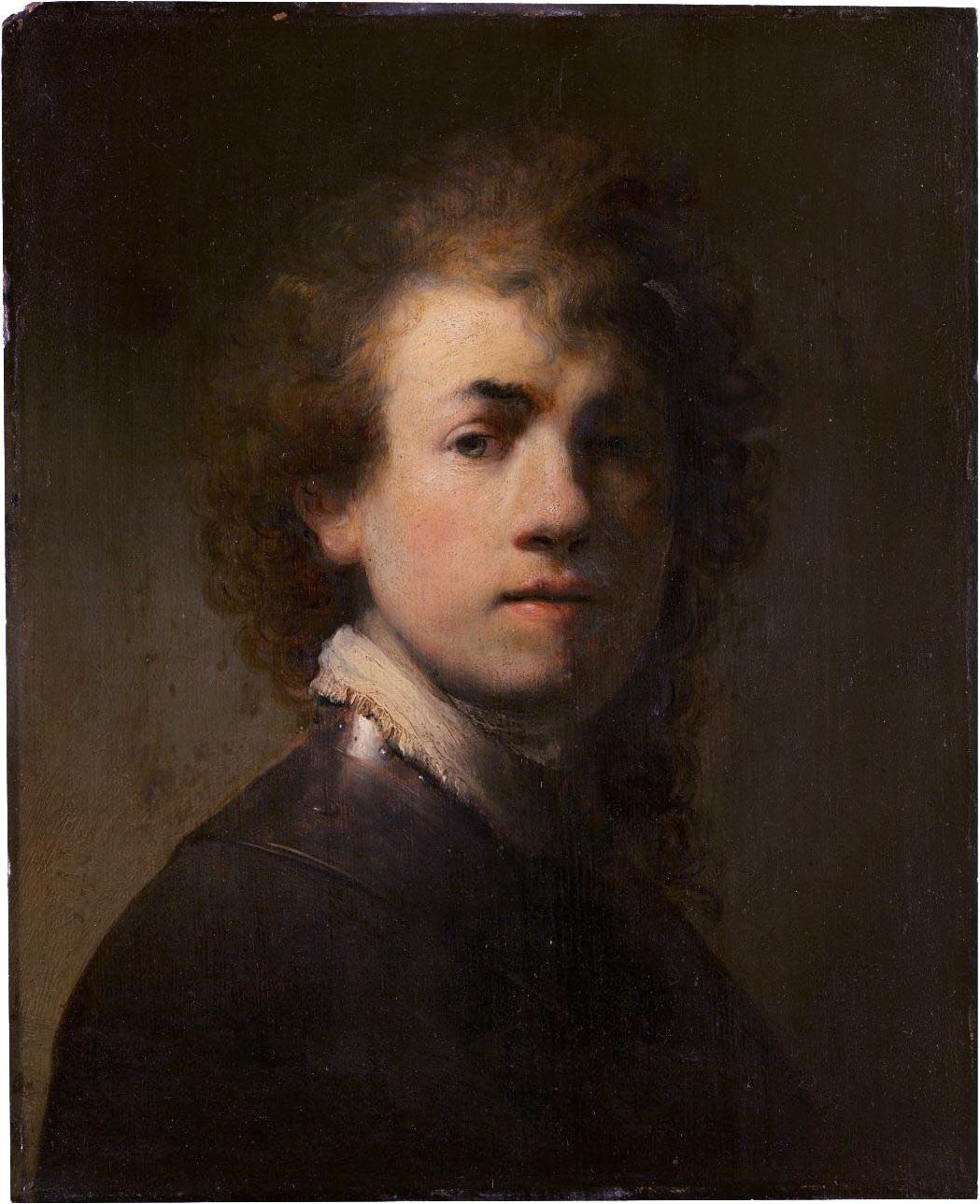
Rembrandt, Autoportret, ok. 1629
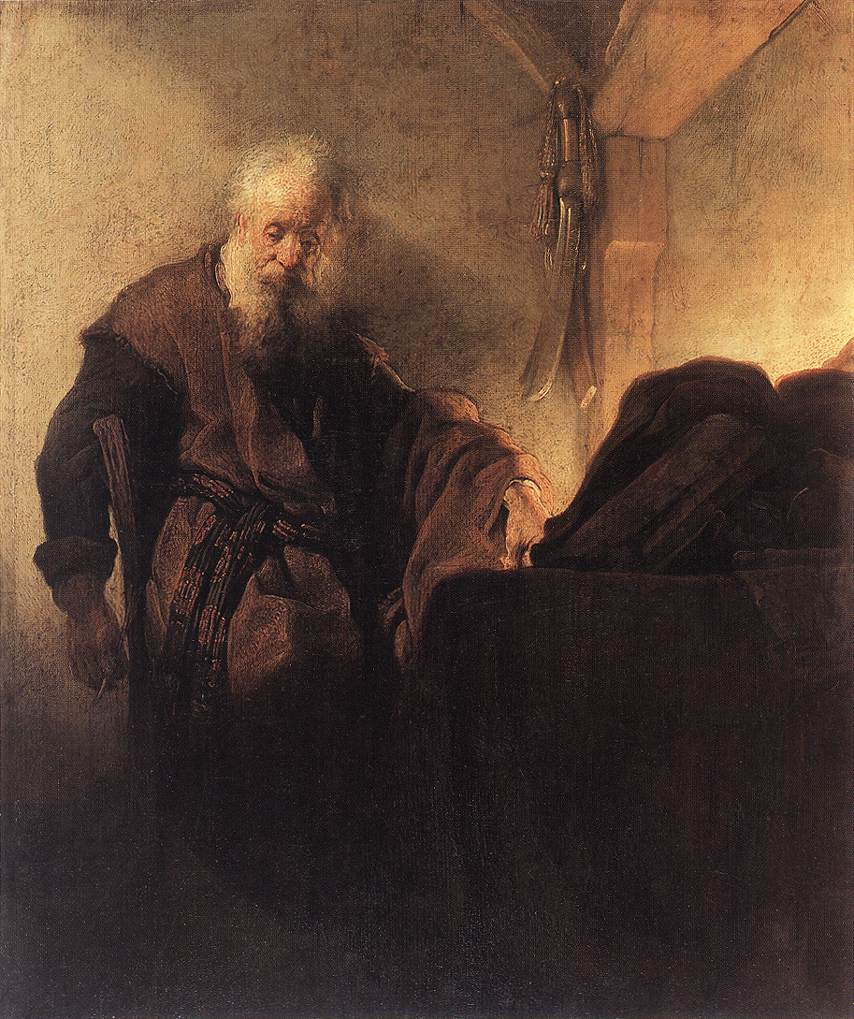
Rembrandt, Św. Paweł przy pulpicie, 1629/1630

### Rzeźba do końca XVIII wieku
Zbiór rzeźby jest najznamienitszy w swoim rodzaju na obszarze niemieckojęzycznym. Ok. 3000 eksponatów, w tym 250 pełnoplastycznych kopii, stanowi imponujący przegląd sztuki rzeźbiarskiej w krajach niemieckojęzycznych od średniowiecza, poprzez renesans, barok do klasycyzmu. Szczególnie znacząca jest kolekcja rzeźby barokowej z południowych Niemiec i Austrii. Do najważniejszych rzeźbiarzy okresu przejściowego między od późnym średniowieczem a renesansem w krajach niemieckojęzycznych należał Veit Stoß. Jego wirtuozowskie dzieła, bogate w subtelne szczegóły, umiejętnie oddają ruch i anatomię ciała oraz wewnętrzne napięcie.

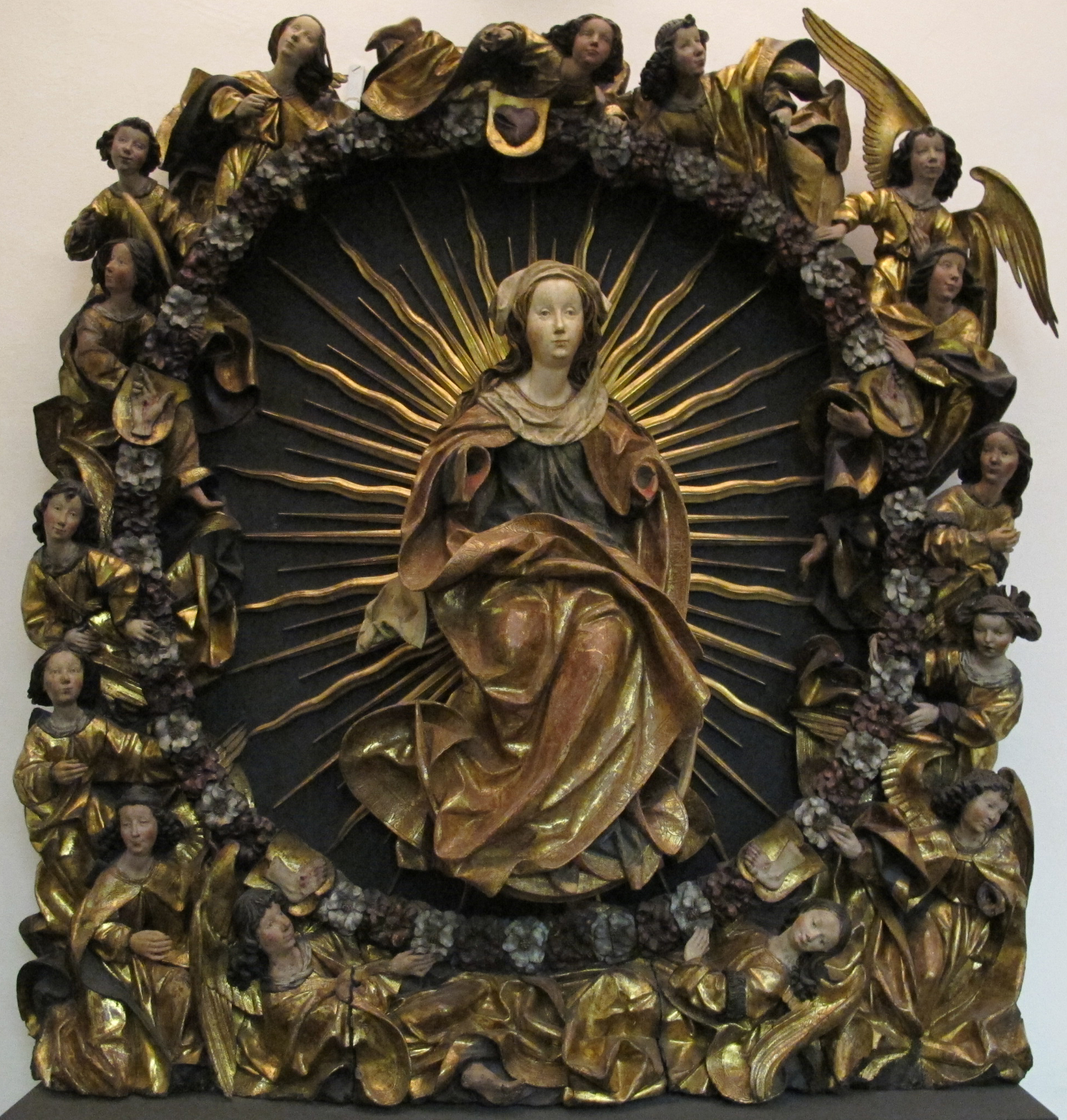
Nieznany autor, Madonna w chwale, 1490
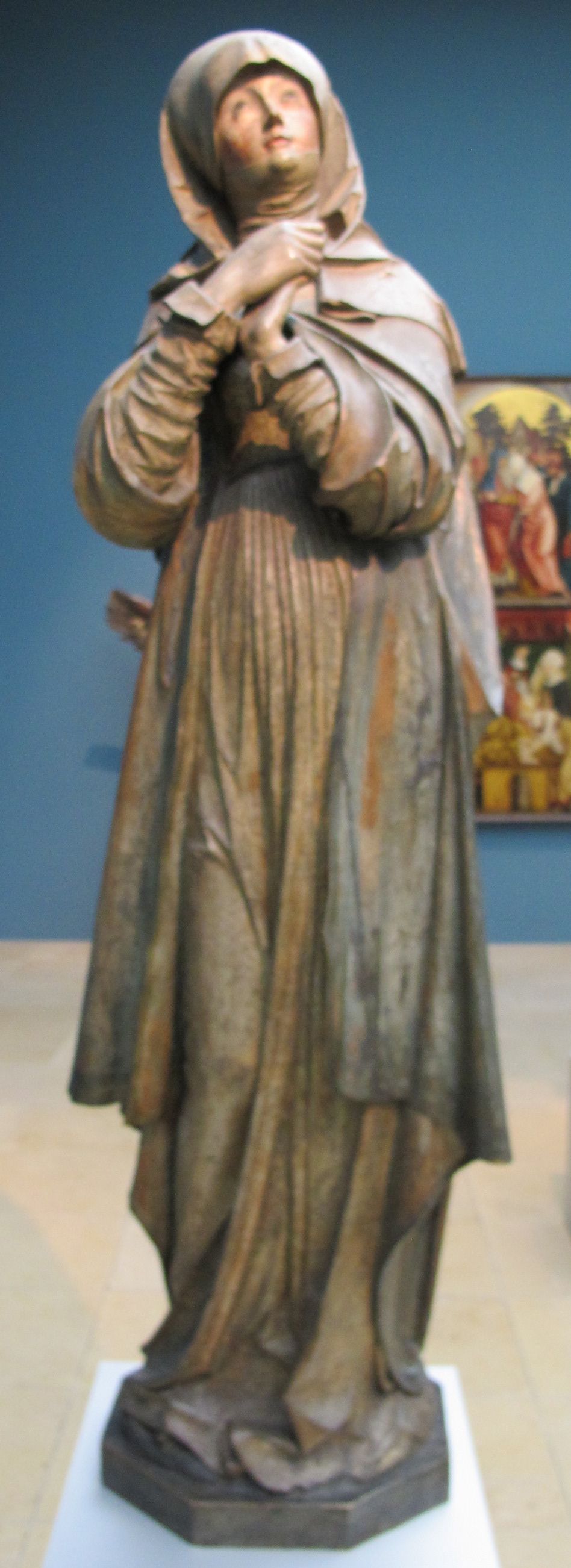
Mistrz Madonny norymberskiej, Madonna norymberska, ok. 1510
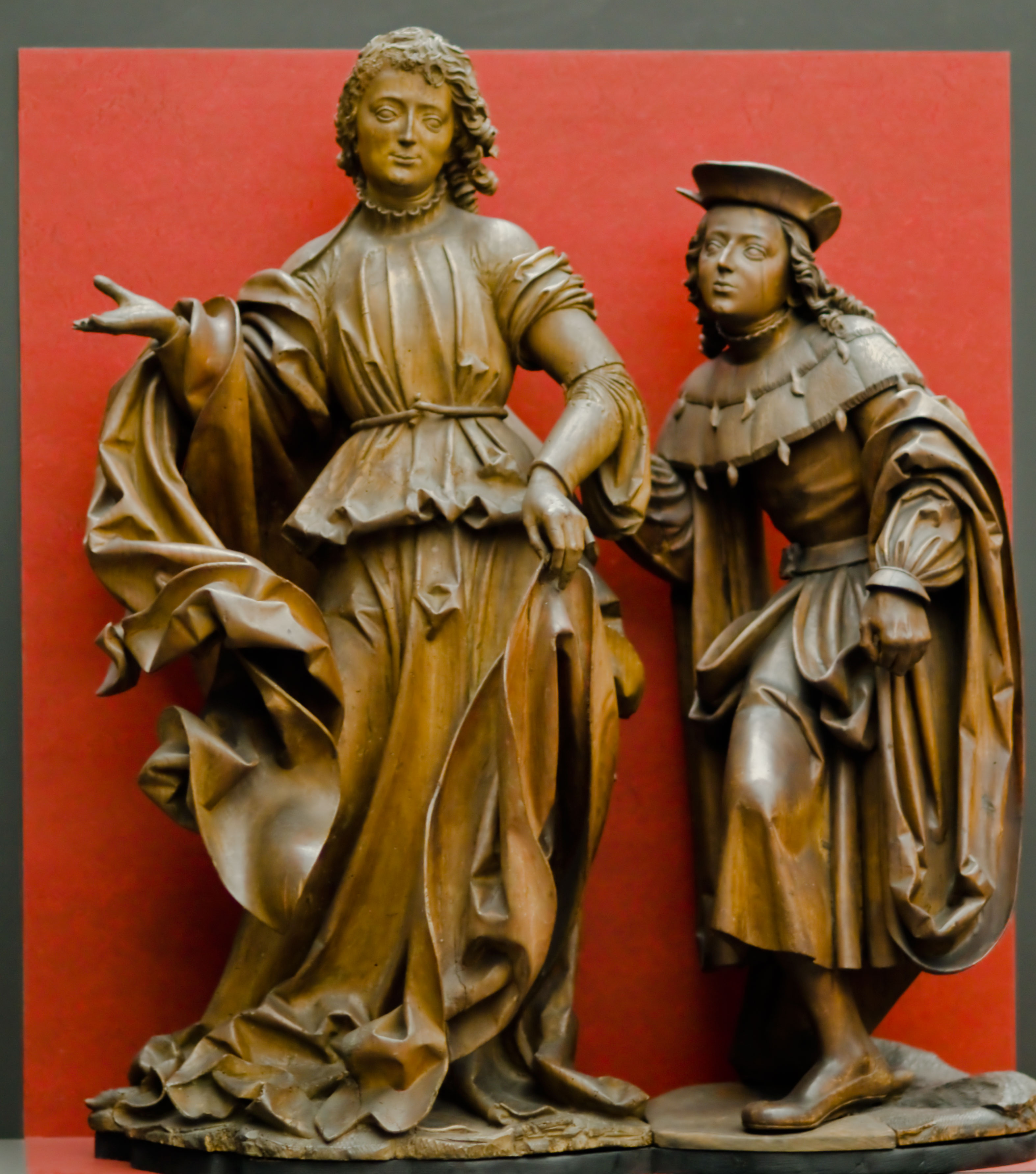
Wit Stwosz, Archanioł Rafał z Tobiaszem, 1516
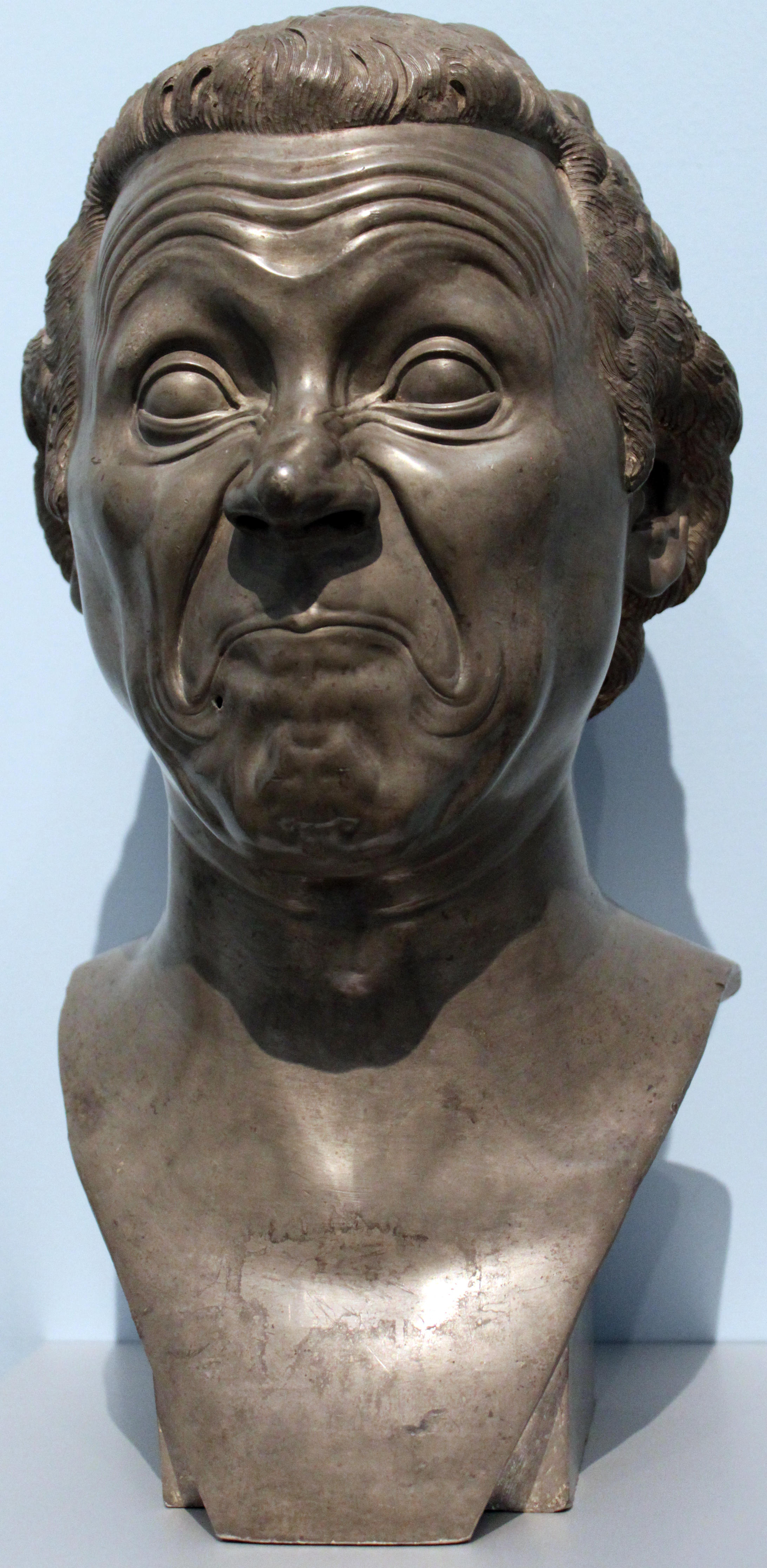
Franz Xaver Messerschmidt, Satyryk, 1770/1780

### Kultura i sztuka XIX wieku

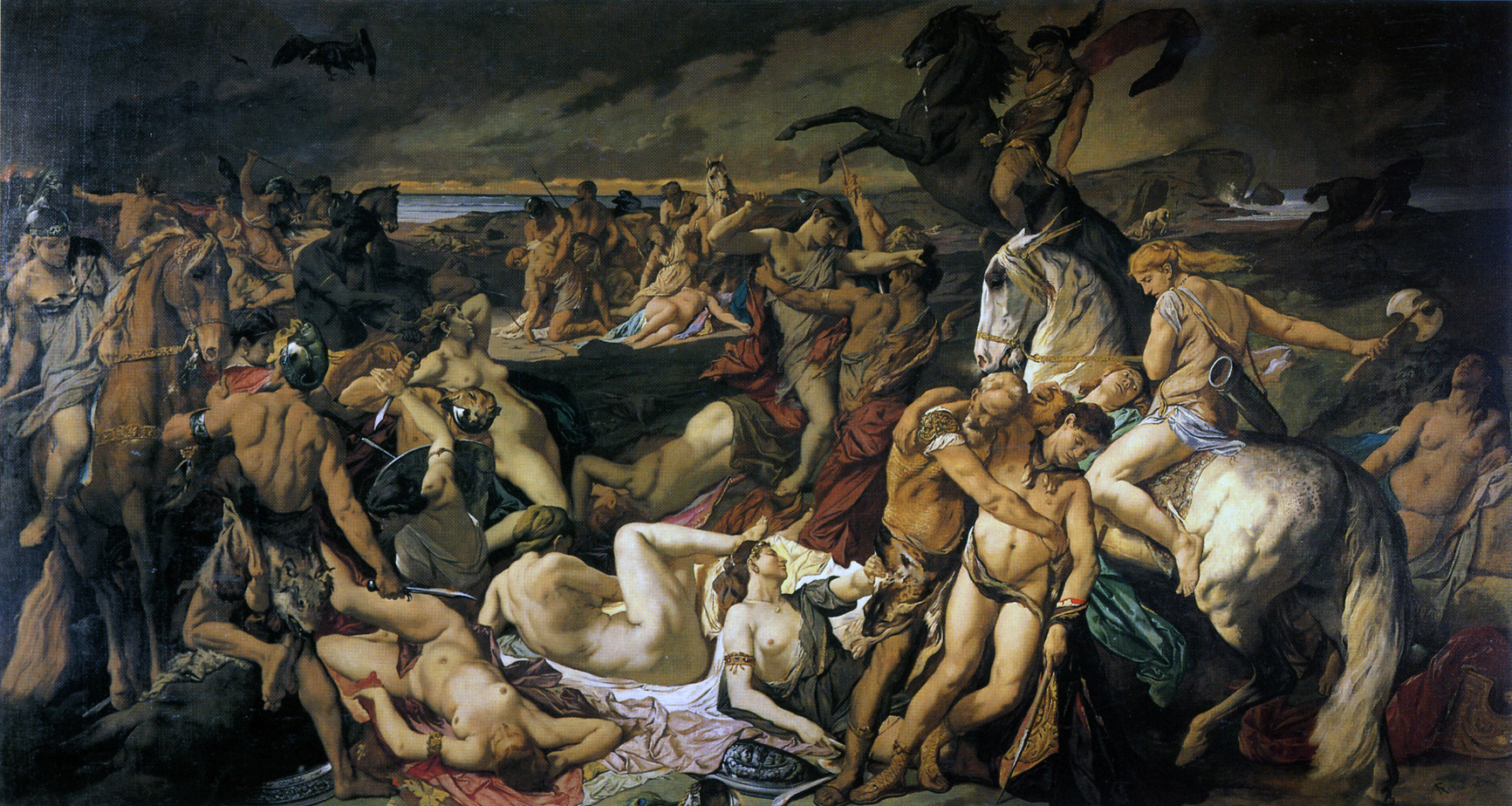
Anselm Feuerbach, Bitwa Amazonek (druga wersja), 1873

Systematyczne gromadzenie zabytków XIX-wiecznej kultury i sztuki rozpoczęło się po II wojnie światowej. Znaczące nowe nabytki z lat 50. odzwierciedlają narodowo-romantyczne ideały, które legły u podstaw muzeum. W okresie powojennym postanowiono ukazać rozwój sztuki i kultury niemieckiej w kontekście europejskim oraz tendencje rozwojowe, charakterystyczne dla poszczególnych państw niemieckich, istniejących do 1871 roku. Kolekcja prezentuje cechy charakterystyczne kultury mieszczańskiej w przededniu rewolucji francuskiej ukazując przejście od społeczeństwa feudalnego do mieszczańskiego oraz kolejne etapy historii narodu niemieckiego: narodowy romantyzm, nieudana rewolucja z lat 1848/49 i powstanie królestwa w 1871 roku. Na przykładzie zgromadzonych w tym dziale eksponatów prześledzić można wszystkie istotne dla XIX wieku prądy artystyczne: klasycyzm, biedermeier, realizm, historyzm i secesję.
Ważnym aspektem XIX-wiecznej kultury jest też rozwijająca się sztuka przemysłowa, świadcząca o dynamicznym postępie technicznym i związanym z nim rozwojem klasy średniej. 

### Kultura i sztuka XX wieku

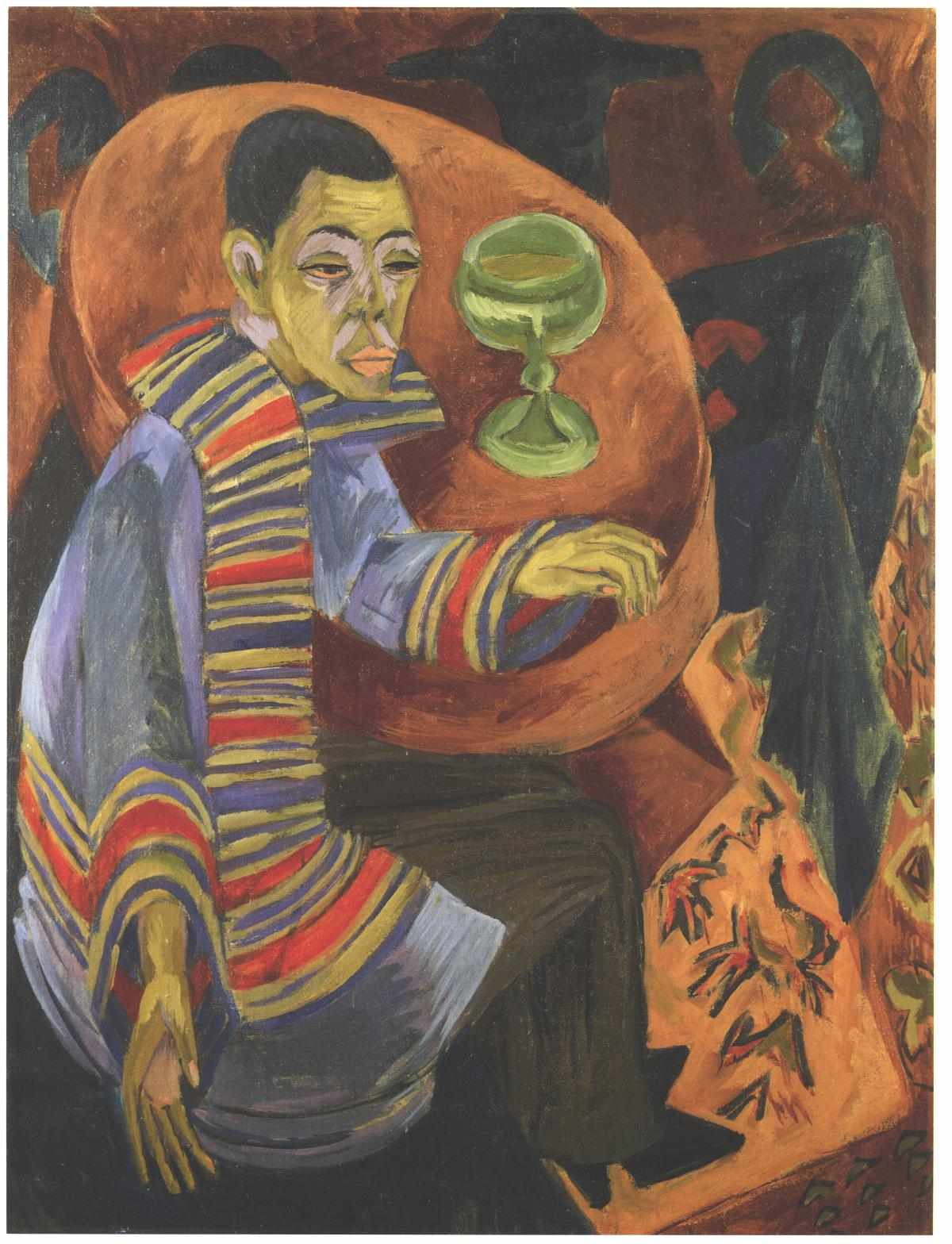
Ernst Ludwig Kirchner, Autoportret jako piwosz, 1914

Kolekcja dzieł sztuki XX wieku została założona w latach 50. Obejmuje malarstwo, rzeźbę i wzornictwo prezentując artystyczny rozwój Niemiec w kontekście międzynarodowym (Herwarth Walden i jego „Sturm“-Galerie, osiągnięcia Bauhausu, postępowe tendencje w czasach Republiki Weimarskiej oraz, w opozycji do nich, „ludową” sztukę III Rzeszy). Do pierwszych nabytków tego działu należy między innymi obraz Autoportret jako piwosz pędzla Ernsta Ludwiga Kirchnera, arcydzieło ekspresjonizmu, który artysta namalował w momencie wybuchu I wojny światowej jako wyraz refleksji nad nacjonalistycznym zaślepieniem. Podczas gdy w 1914 roku umundurowani mężczyźni szli na wojnę, Kirchner przedstawił siebie jako barwnego arlekina stojącego na marginesie społeczeństwa, outsidera, ale jednocześnie jako osobę samodzielnie myślącą i czującą. Młodzi ekspresjoniści buntowali się przeciwko narodowemu szowinizmowi, militaryzmowi i autorytarnemu sposobowi myślenia obowiązującemu w ówczesnym społeczeństwie. 
Dzieła sztuki po roku 1945 reprezentują dokonania ruchu Fluxus w Niemczech Zachodnich, ale także prace artystów z NRD.

### Grafika
Kolekcja grafiki liczy około 350 000 arkuszy i należy do największych w Europie. Przedstawia historię technik graficznych aż do współczesności. Zbiory podzielone są na dwie części: grafika artystyczna, obejmująca okres od XV do XX wieku oraz tzw. arkusze historyczne, przedstawiające uporządkowaną tematycznie niemiecką historię i kulturę. Szczególnym atutem kolekcji są zbiory grafiki z późnego średniowiecza, początku epoki nowożytnej oraz z wieku XIX. Kolekcję uzupełniają zbiory specjalne (plakaty, portrety, widoki topograficzne i inne).

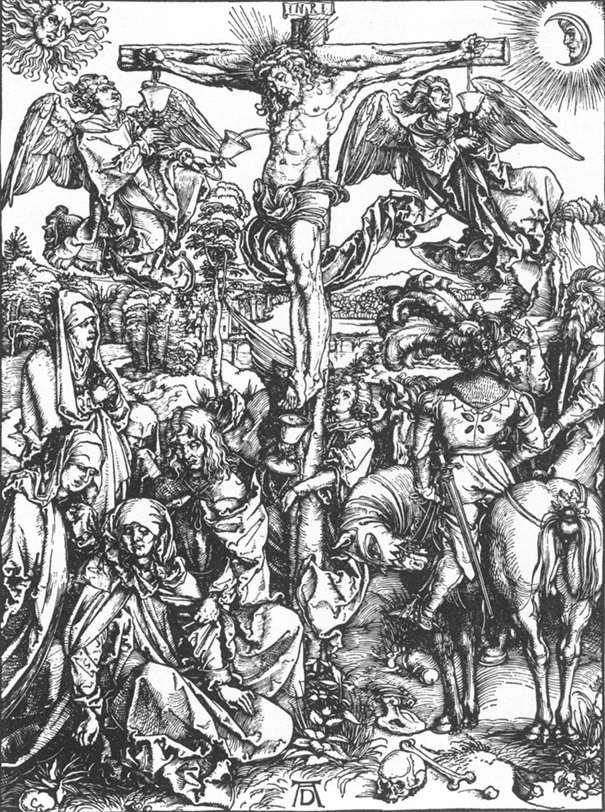
Albrecht Dürer, Ukrzyżowanie (drzeworyt), ok. 1489
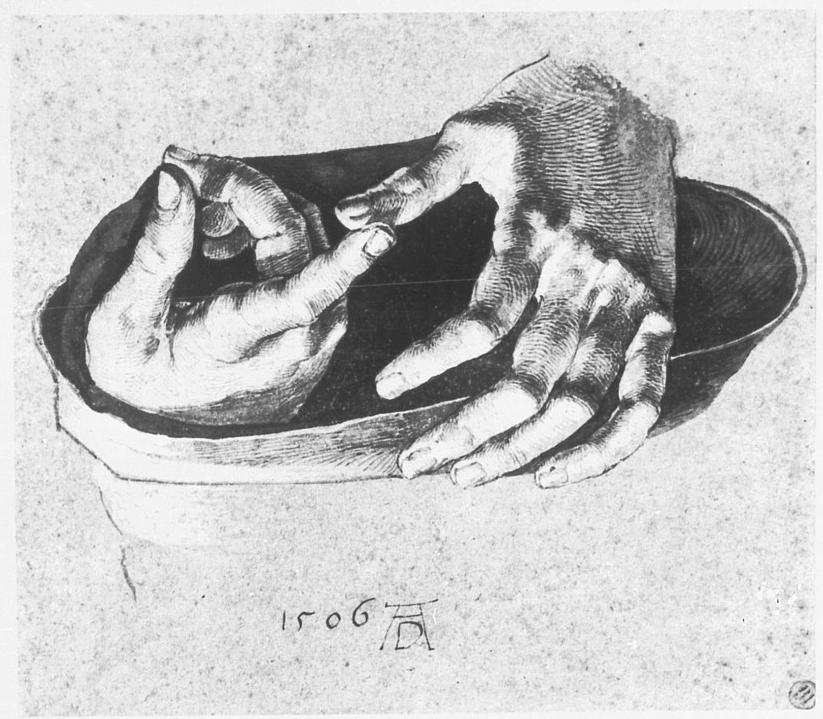
Albrecht Dürer, Ręce dwunastoletniego Chrystusa (rysunek), ok. 1506
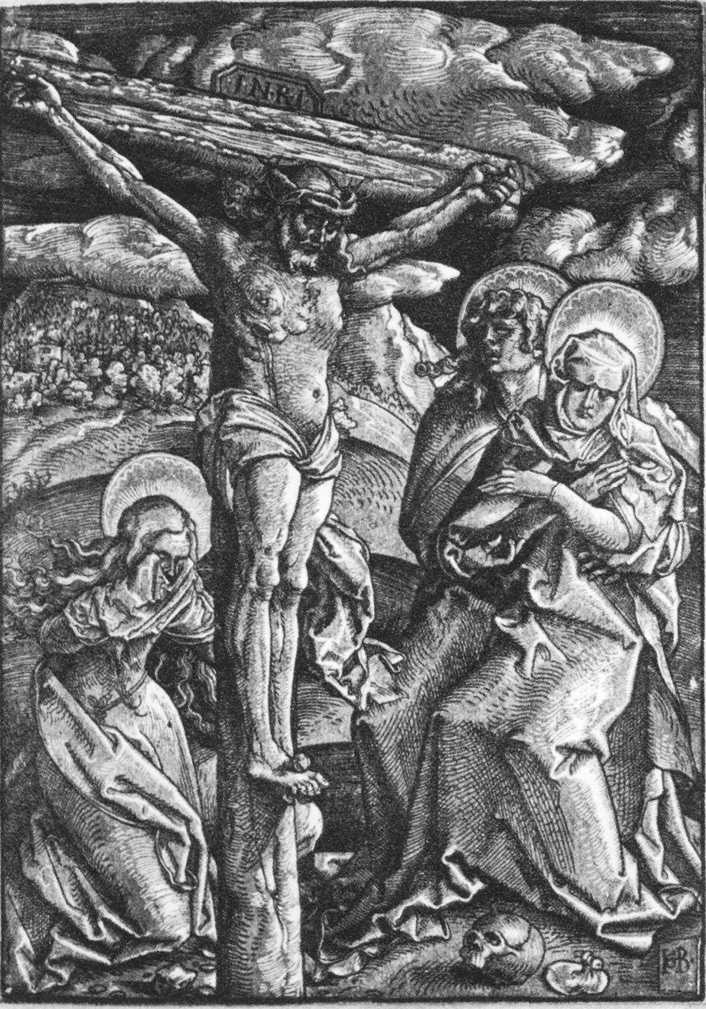
Hans Baldung, Ukrzyżowanie (drzeworyt), ok. 1511
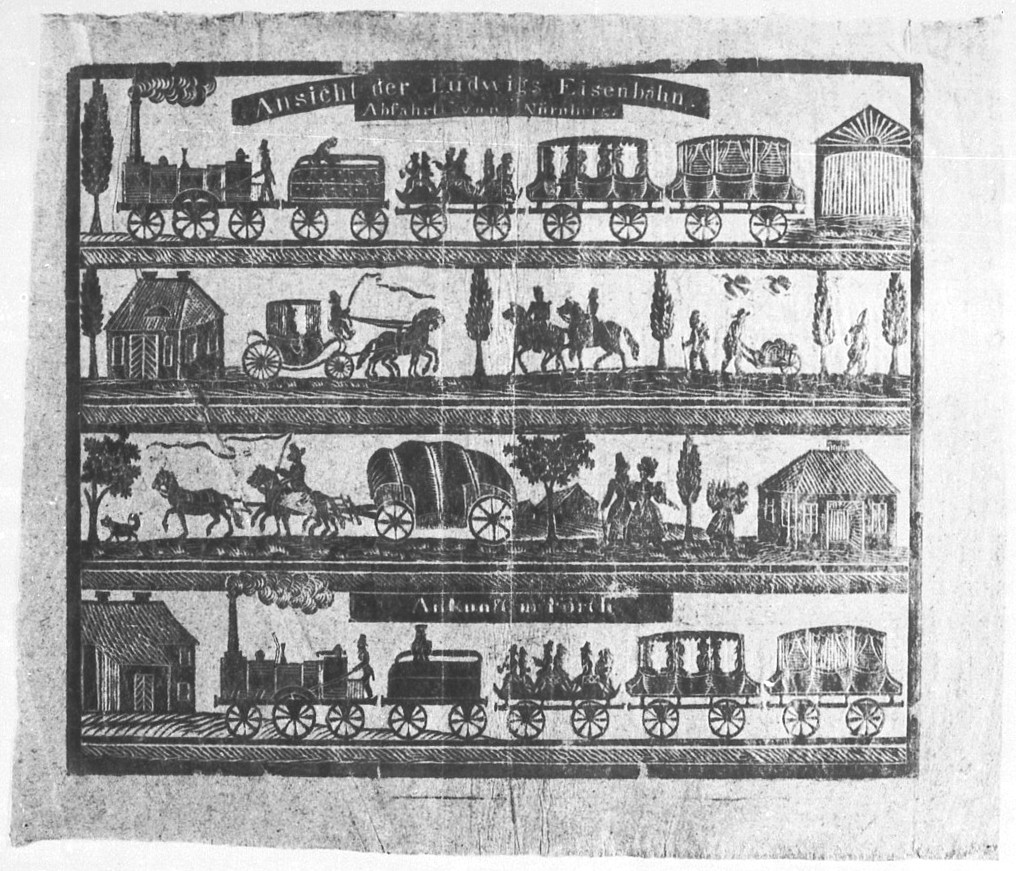
Widok linii kolejowej Ludwigs Eisenbahn (drzeworyt), 1835 lub 1836

### Rękopisy
Istniejąca przy muzeum biblioteka jest największą publiczną biblioteką w Niemczech, specjalizującą się w historii niemieckiej kultury i sztuki. Jej zbiory obejmują około 3380 rękopisów z okresu od wczesnego średniowiecza do początku XX wieku, ponadto około 1000 inkunabułów oraz 3000 druków z XVI wieku. Wśród wielu atrakcji tego zbioru są rzadkie starodruki, jak Złoty Kodeks z Echternach, książki poświęcone architekturze, sztuce i architekturze, w tym zwłaszcza książki produkowane ręcznie. Na uwagę zasługuje kolekcja specjalna Niemieckie wzornictwo książkowe XX wieku. (Deutsche Buchkunst des 20. Jahrhunderts).

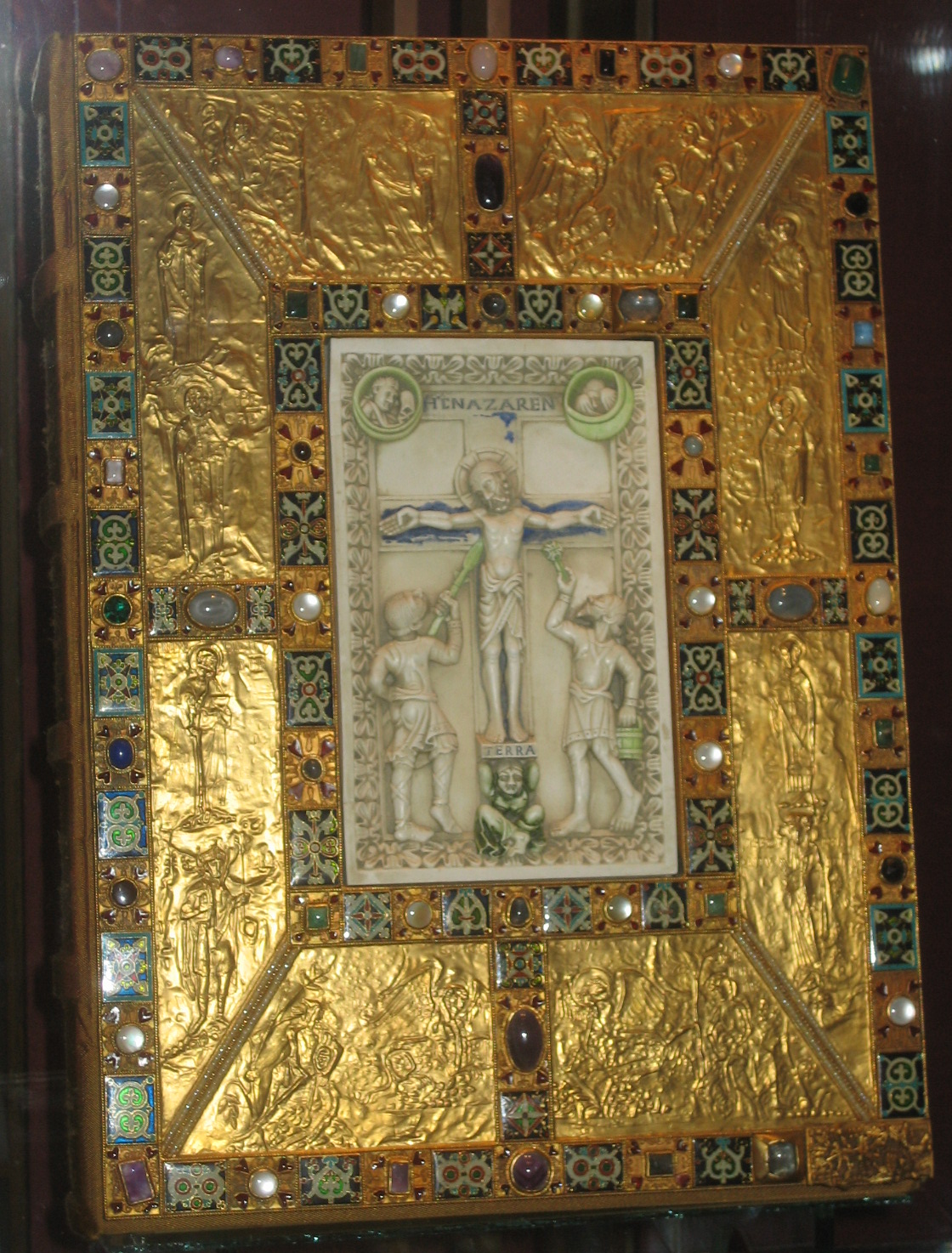
Złoty Kodeks z Echternach, 1030–1045
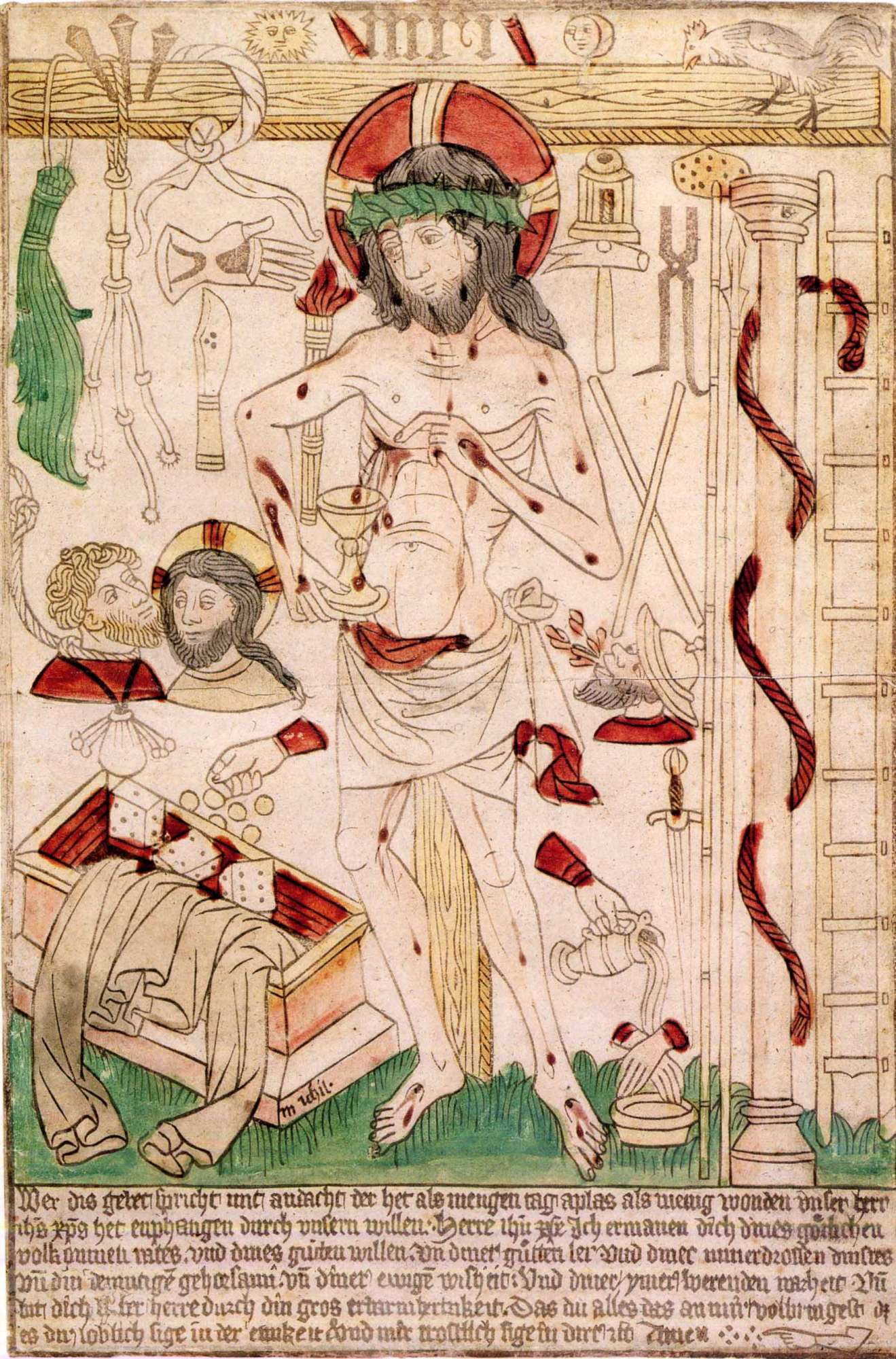
Cierpiący w ramionach Chrystusa (druk), 1470–1485
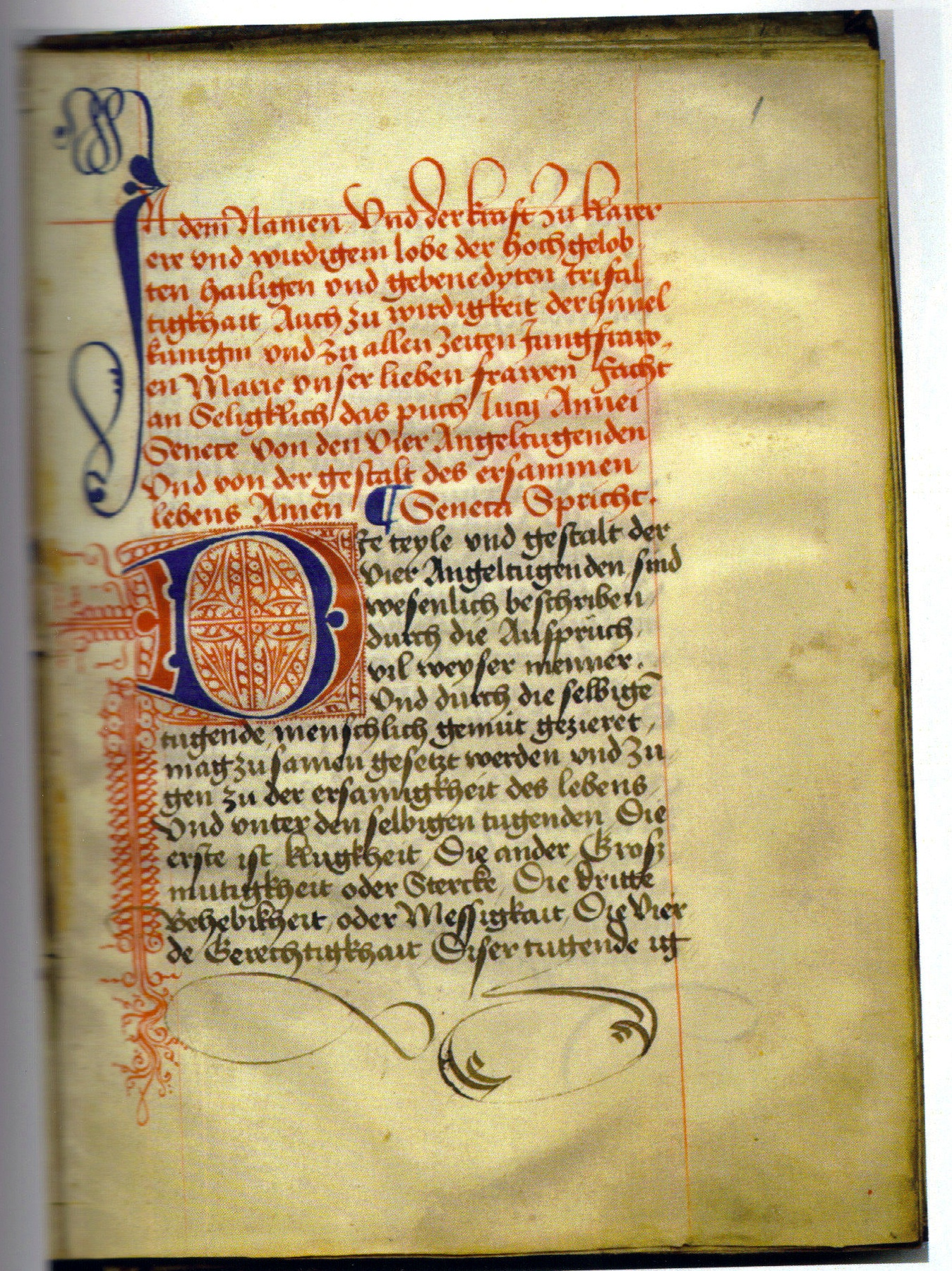
Marcin z Bragi, O czterech cnotach anielskich (rękopis, tłumaczenie norymberskie), 1480
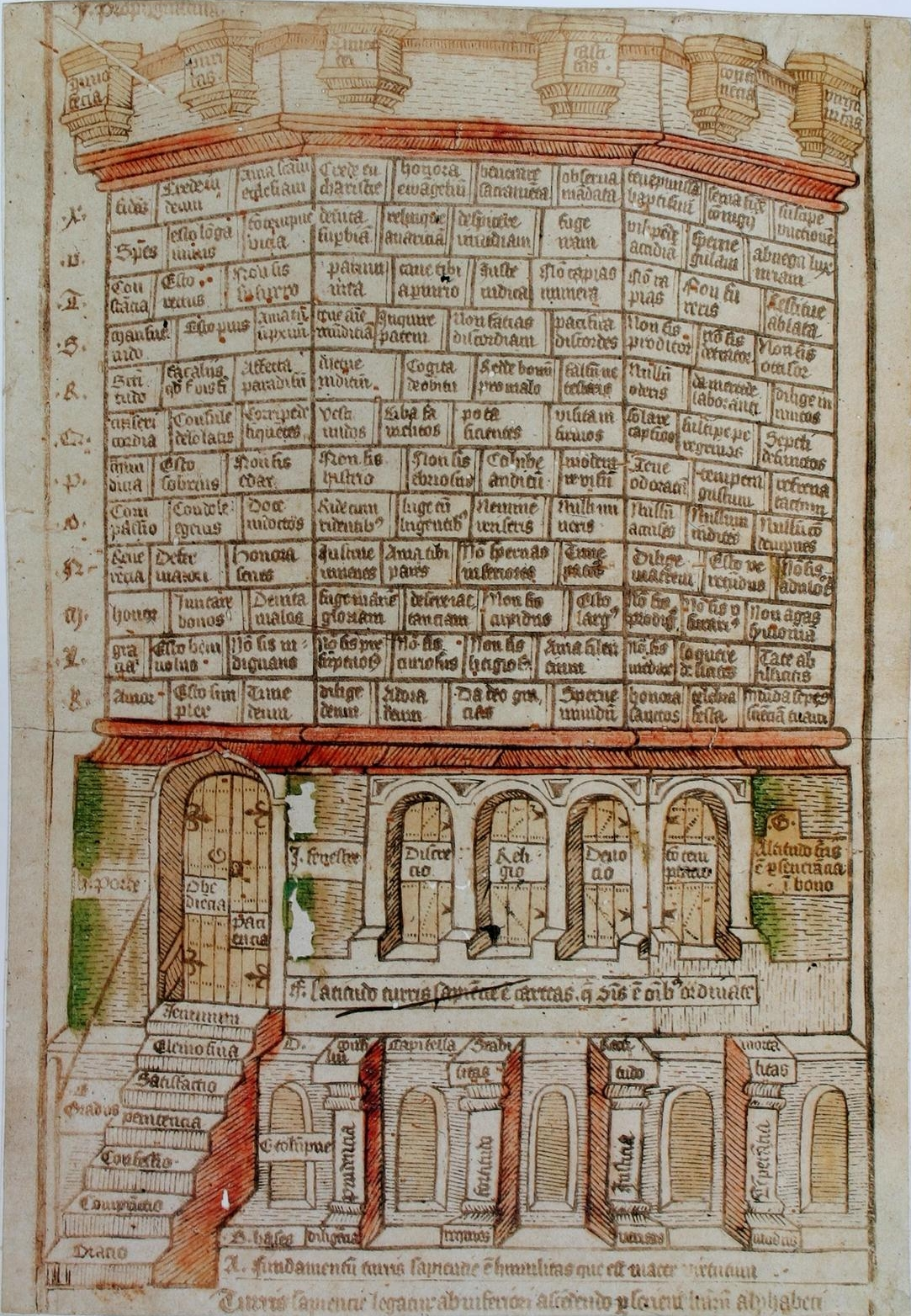
Wieża mądrości (Turris sapientiae), kolorowany drzeworyt z II połowy XV w.

### Dział architektury i elementów budowlanych
Unikalny co do stylu i charakteru zbiór tego działu dokumentuje historię budownictwa i wyposażenia wnętrz. Eksponaty są pogrupowane według gatunków: elementy konstrukcyjne, rzeźba architektoniczna i stałe elementy wyposażenia wnętrza. Na uwagę zasługuje zbiór ceramiki budowlanej (cegły, dachówki i płytki podłogowe), w tym kafle piecowe i wykonane z nich piece, a także bogata kolekcja kluczy i zamków, od średniowiecza do czasów nowożytnych.

### Judaika
Na zbiór judaików składa się głównie wyposażenie synagog oraz przedmioty związane z obchodami świąt żydowskich. Kolekcja podstawowa liczy około 150 eksponatów. Obecnie wystawiane są jedynie pojedyncze dzieła w różnych miejscach wystaw stałych. Część kolekcji powstała w latach 1912–1913 w wyniku inicjatywy kilku żydowskich mieszkańców Norymbergi i stanowi obecnie dokument ich samoświadomości.

### Historia rzemiosła
Zbiór najważniejszych przedmiotów ukazujących historię wspólnot rzemieślniczych i rzadkich narzędzi jest jednym z największych tego rodzaju. Budowana od 1860 roku kolekcja liczy obecnie około 4000 eksponatów. W przeciwieństwie do innych tego typu zbiorów, mających charakter lokalny lub regionalny, zbiory znajdujące się w Germańskim Muzeum Narodowym dają wyobrażenie o rozwoju rzemiosła na terenie niemieckojęzycznej Europy Środkowej. Na kolekcję składają się zarówno wyroby rzemieślnicze jak i narzędzia oraz wyposażenie warsztatów rzemieślniczych. Szczególnie uwzględniony jest bogaty dorobek rzemiosła Norymbergi.

### Rzemiosło artystyczne do 1800 roku
Na kolekcję rzemiosła artystycznego składają się wyroby jubilerskie oraz średniowieczne wyroby z brązu, majoliki, fajansu, kamionki, porcelany, szkła gospodarczego i z metali nieszlachetnych. Ponad 10 000 eksponatów z okresu od wczesnego średniowiecza aż do końca epoki przemysłowej dokumentuje historię sztuki użytkowej w życiu, zarówno religijnym, jak i świeckim. Oprócz tych eksponatów oraz jednej z największych na świecie kolekcji akwamanili zbiory rzemiosła artystycznego uzupełniają obszerne kolekcje sreber z krajów niemieckojęzycznych, wyroby z fajansu (głównie z południa Niemiec) i ze szkła artystycznego (z Norymbergi).

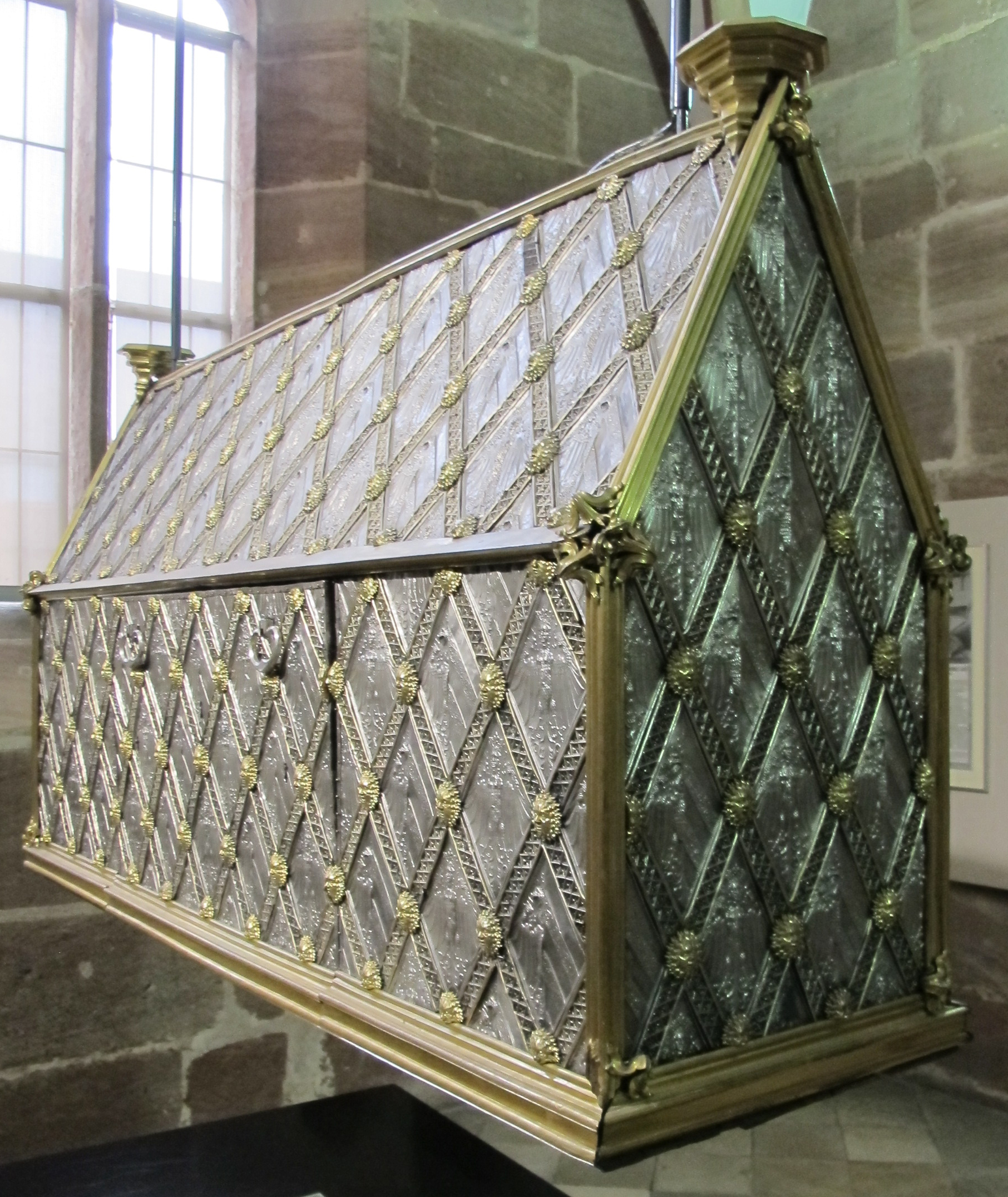
Relikwiarz Trzech Króli (Norymberga, 1438–1440)
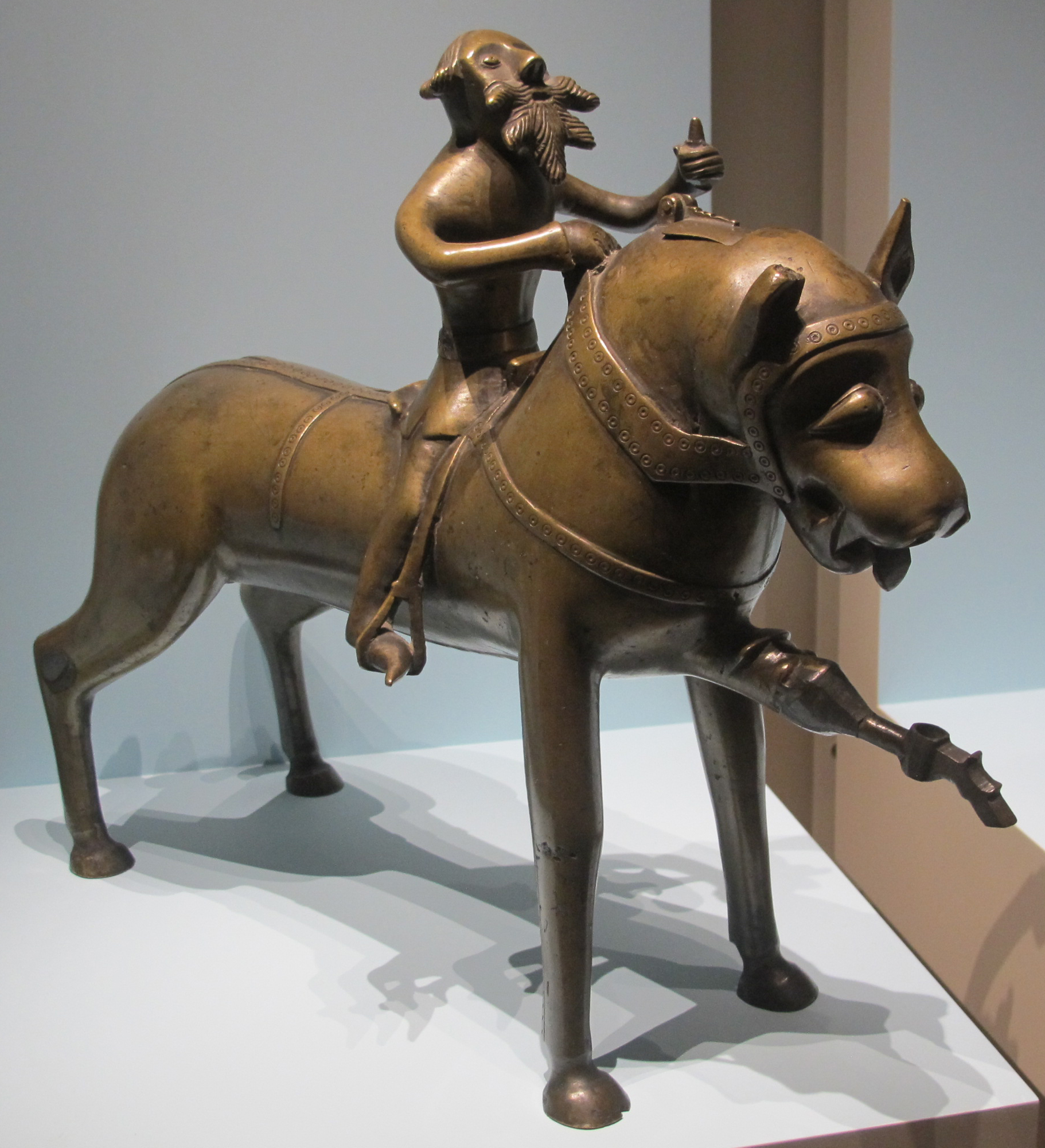
Akwamanila w kształcie rycerza na koniu (Norymberga ?, ok. 1450)
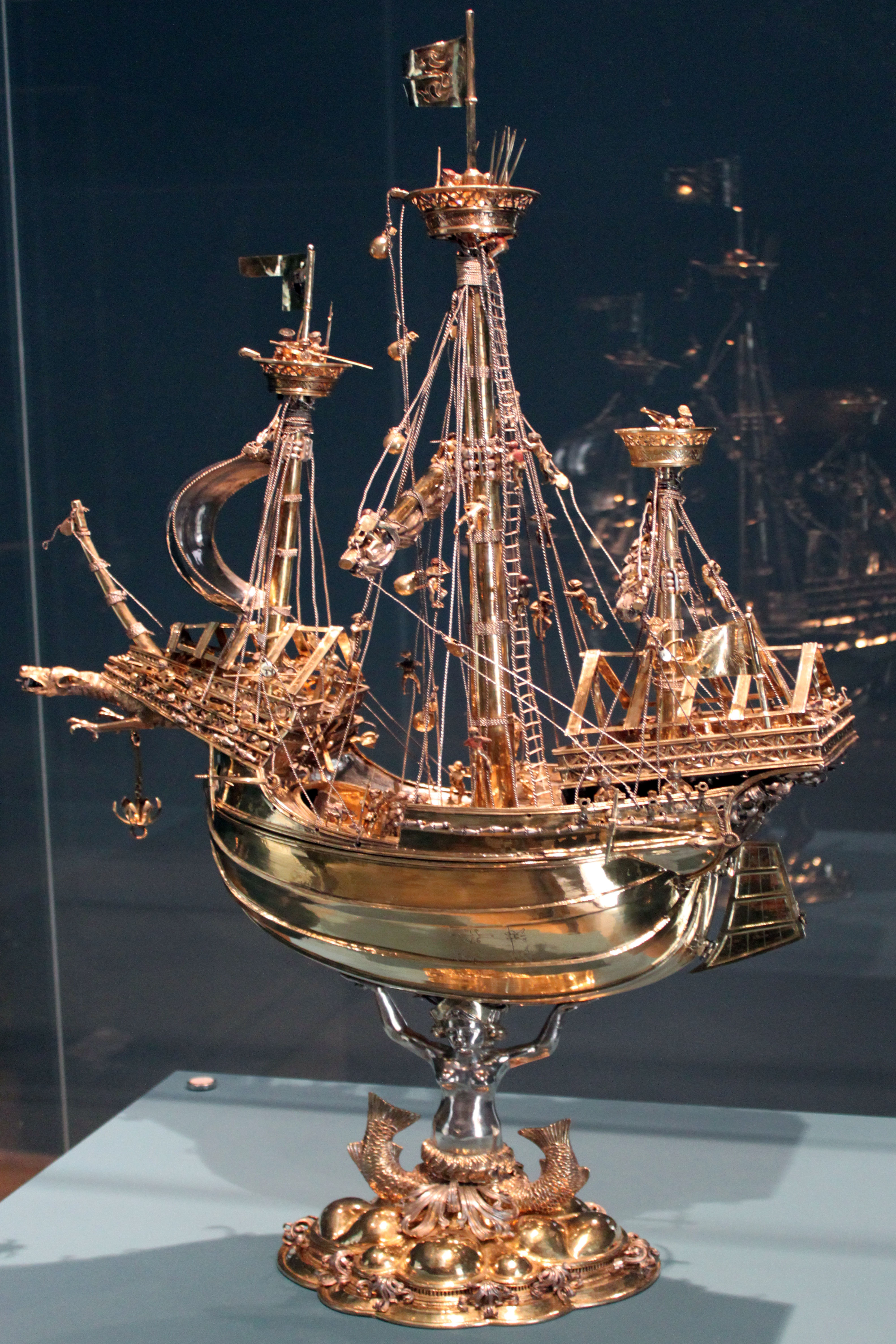
Tzw. „Schlüsselfelder Schiff” - „Okręt Schlüsselfeldera” (srebro, częściowo pozłacane, Norymberga, 1508)
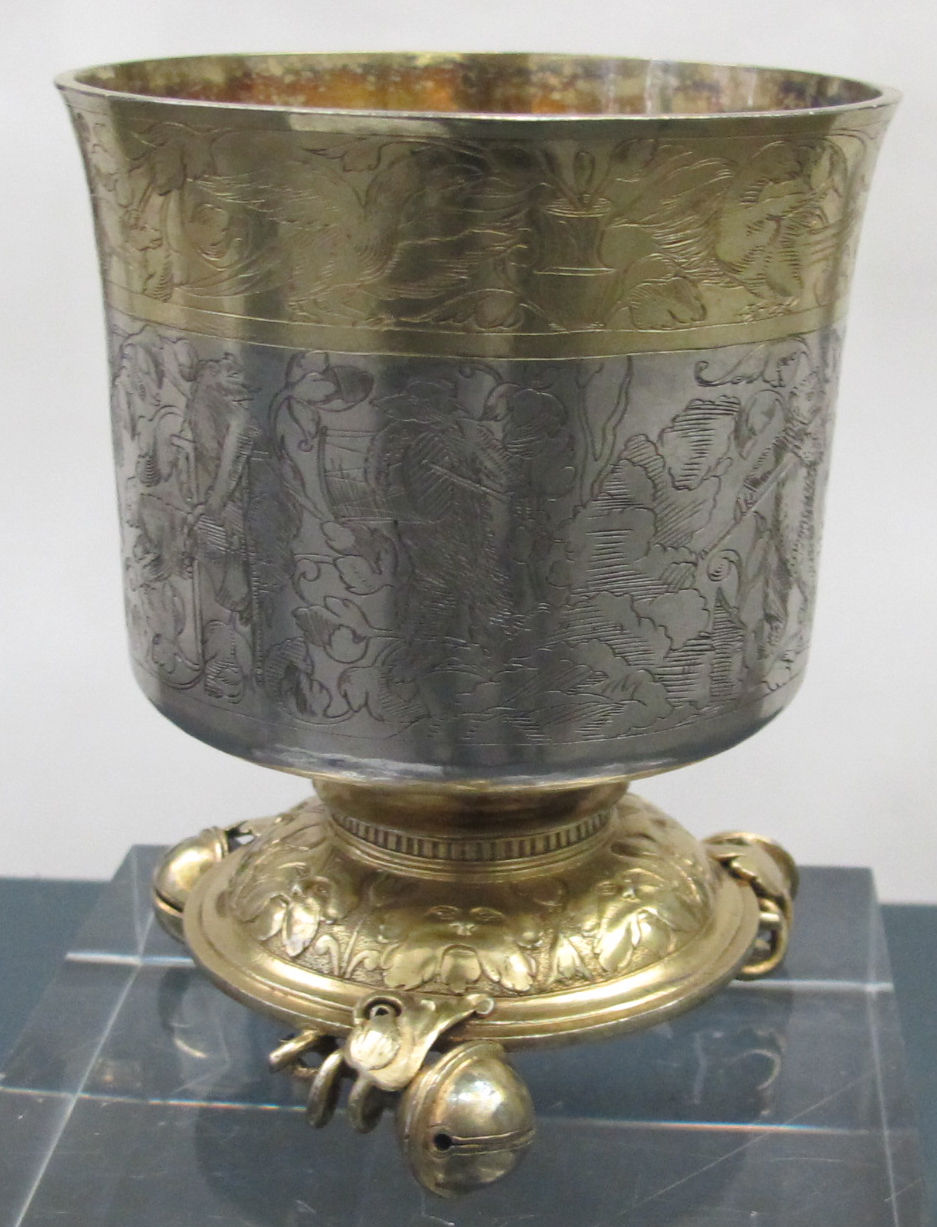
Ozdobny kielich (Norymberga, ok. 1530)

### Meble
Meble znajdujące się w zbiorach Germańskiego Muzeum Narodowego są rozproszone po całym muzeum i jego oddziałach terenowych. Zaczątkiem kolekcji były meble należące do założyciela muzeum, Hansa von und zu Aufseß. Od tamtego czasu zbiory były nieustannie rozbudowywane. Wiele eksponatów znalazło się w muzeum jako dary, inne weszły w skład kolekcji drogą planowych zakupów. Głównym punktem są niemieckie meble z epoki baroku i rokoka. Nie są one prezentowane samodzielnie, ale wchodzą w skład poszczególnych ekspozycji stałych, prezentujących sztukę wyposażenia wnętrz od średniowiecza do współczesności. 

### Kolekcja monet
Zbiór monet należy do najcenniejszych w swoim rodzaju w Niemczech (szczególnie w kategorii medali i pieczęci) i zawiera około: 100 000 monet, 15 000 banknotów i banknotów zastępczych, 20 000 medali, 5 000 znaków i żetonów, ponad 6 000 stempli i urządzeń od ich wytwarzania, jak również znaki towarowe, liczmany, ordery i odznaki oraz starożytne gemmy. Specjalność kolekcji to obszar niemieckojęzyczny, a zakres chronologiczny – okres od czasu Karolingów (VIII i IX wiek) do współczesności. Uwagę zwraca zwłaszcza kolekcja monet miasta Norymbergi, składająca się z około 7 000 monet, medali i pieczęci, a także niektóre kolekcje patrycjuszy norymberskich. W przeciwieństwie do większości dużych kolekcji numizmatycznych zbiór monet Germańskiego Muzeum Narodowego nie powstał na bazie jakiejś starej kolekcji książęcej, ale pochodzi z czasów założenia muzeum w 1852 roku. Muzeum pozyskało, szczególnie w pierwszych latach i dekadach swojego istnienia, duże ilości eksponatów drogą darowizn, a w okresie późniejszym również poprzez zakupy i wymiany. Pierwotnie zbiór monet był prezentowany w kontekście historii pieniądza w ramach ekspozycji głównej pod nazwą „Obieg”, a medale były traktowane jak monety. Stan czy oryginalność każdego egzemplarza miały początkowo drugorzędne znaczenie, często zadowalano się odlewami. Zbiory pierwotnie były ograniczone chronologicznie do 1650 roku; od około 1870 roku zaczęto je uzupełniać o współczesne monety i medale. Zmianie uległo podejście do kolekcji: podczas monety były nadal postrzegane jako świadectwa historii, medale zaczęto traktować jako dzieła sztuki. Cechą charakterystyczną kolekcji monet jest jej ograniczenie, podobnie jak zbiorów w innych działach muzeum, do krajów niemieckojęzycznych. 

#### Kolekcja medali

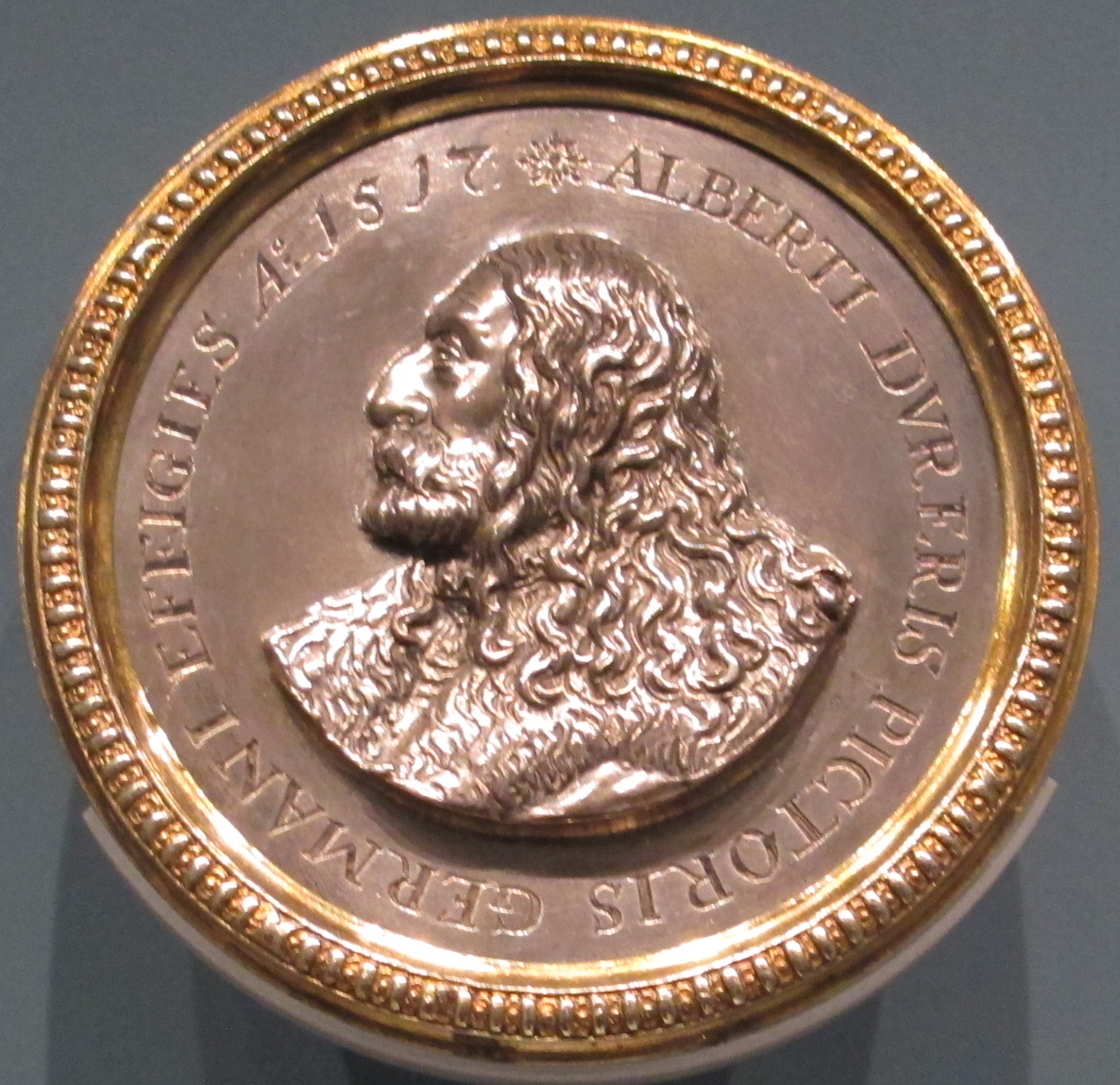
Hans Pezolt, medal z okazji 100 rocznicy śmierci Dürera (awers, 1628)
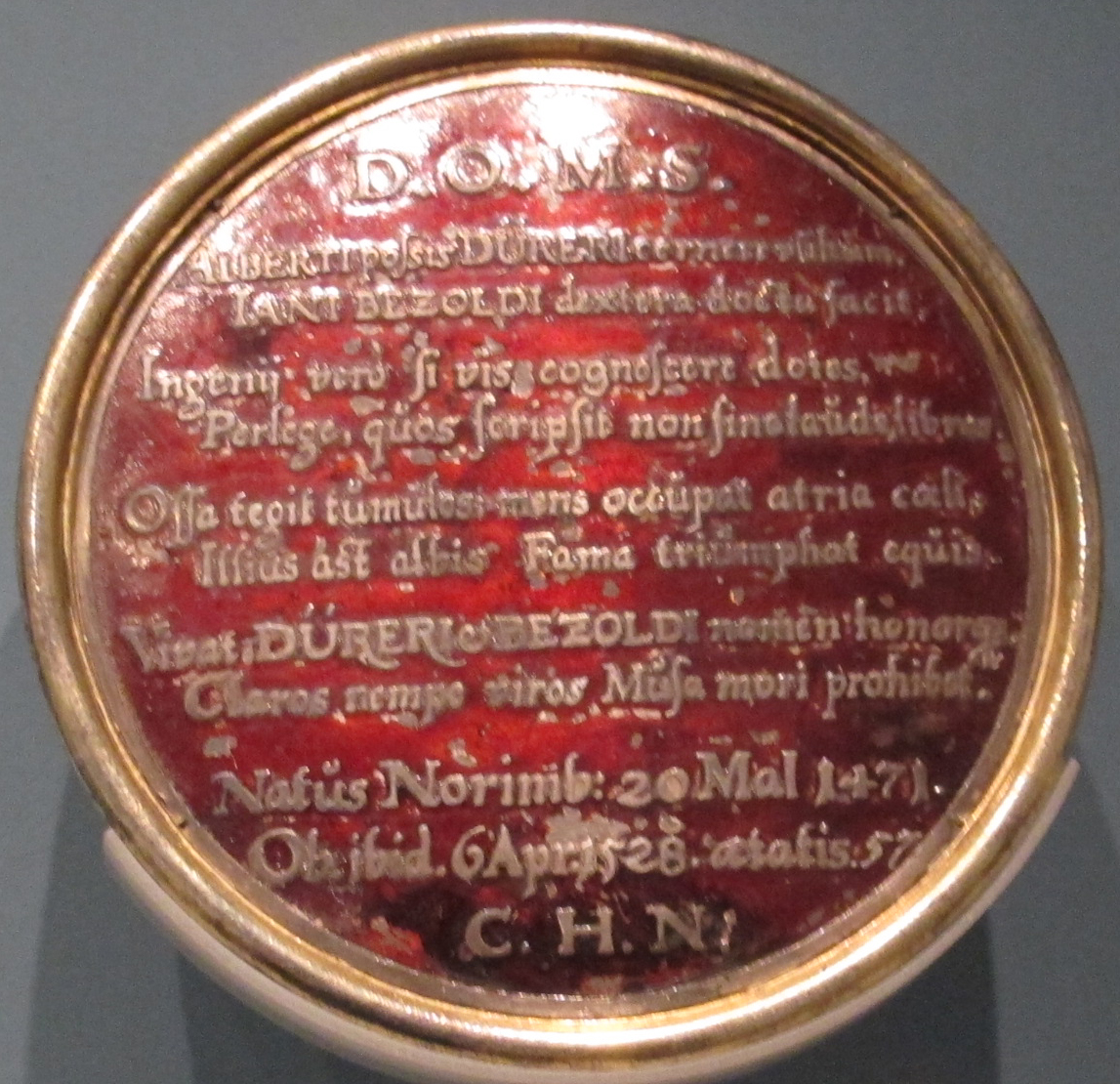
Hans Pezolt, medal z okazji 100 rocznicy śmierci Dürera (rewers, 1628)
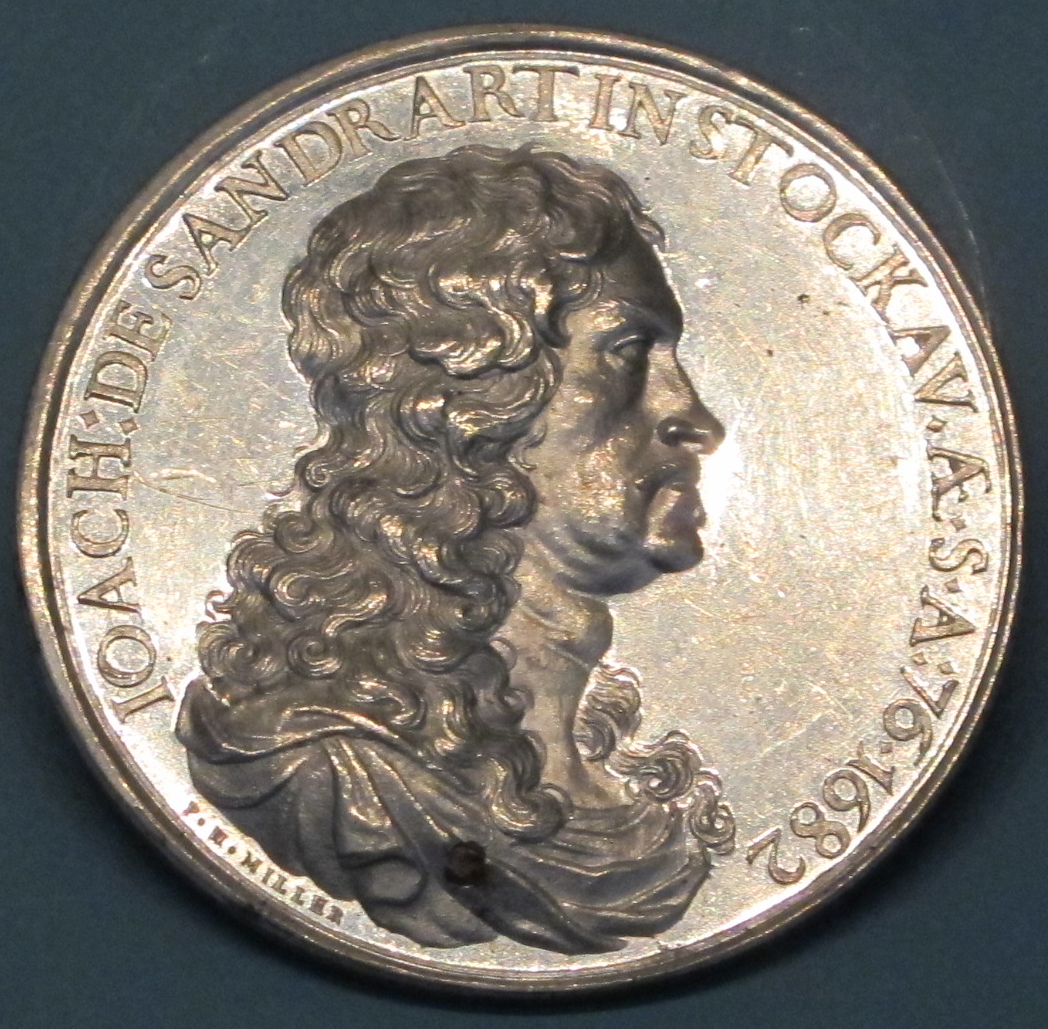
Philipp Heinrich Müller, medal z podobizną Joachima von Sandrarta (Norymberga, 1682)
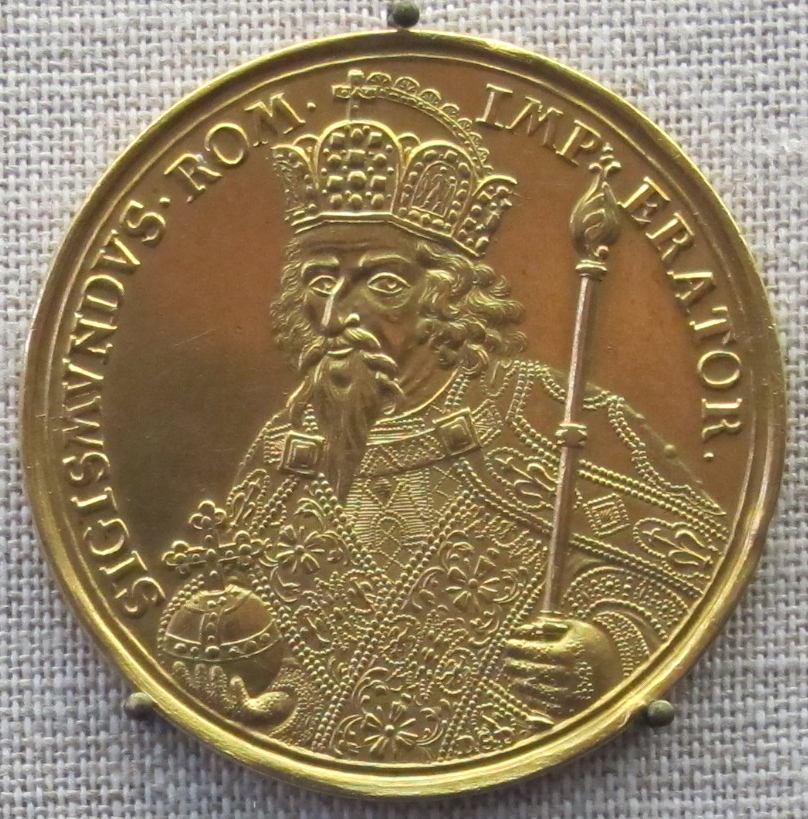
Medal z podobizną cesarza Zygmunta (ok. 1700)

### Tekstylia i ozdoby
Kolekcja tekstyliów, odzieży i biżuterii, obejmująca okres od późnego antyku do współczesności, jest jedną z najstarszych i najważniejszych w Europie. Liczy ponad 25 000 eksponatów, w tym tekstylia od antyku do współczesności, ubrania z okresu od XVI wieku do współczesności jak również tekstylia i stroje ludowe. Specjalność kolekcji stanowią średniowieczne gobeliny i hafty oraz odzież z wczesnego okresu nowożytnego.

### Zabawki
Kolekcja zabawek, przeznaczonych zarówno dla dorosłych jak i dla dzieci, powstała po roku 1870. Jądro kolekcji, liczącej około 20 eksponatów, stanowią XVII-wieczne norymberskie domki dla lalek. W zbiorach tego działu znajdują się ponadto miniaturowe sklepy, lalki, figurki odlane z cyny, gry, kunsztownie wykonane akcesoria do gier planszowych oraz teatrzyki kukiełkowe.

### Przyrządy naukowe i historia medycyny
Zbiory tego działu obejmują dziewięć wieków historii nauki prezentując transformację wiedzy na temat natury i kosmosu. Początki kolekcji sięgają przyrządów należących do znanego niemieckiego astronoma i matematyka Regiomontanusa (1436–1476). Historia medycyny jest przedstawiona przez dokonania specjalistycznych dziedzin tej dyscypliny, od alchemii do dentystyki. Do głównych atrakcji działu należy znany w świecie globus Behaima i zegarek kieszonkowy Henleina (tzw. „norymberskie jajko”), a poza tym bogate zbiory astrolabiów, globusów, składanych zegarów słonecznych jak również zachowane wyposażenia aptek. 

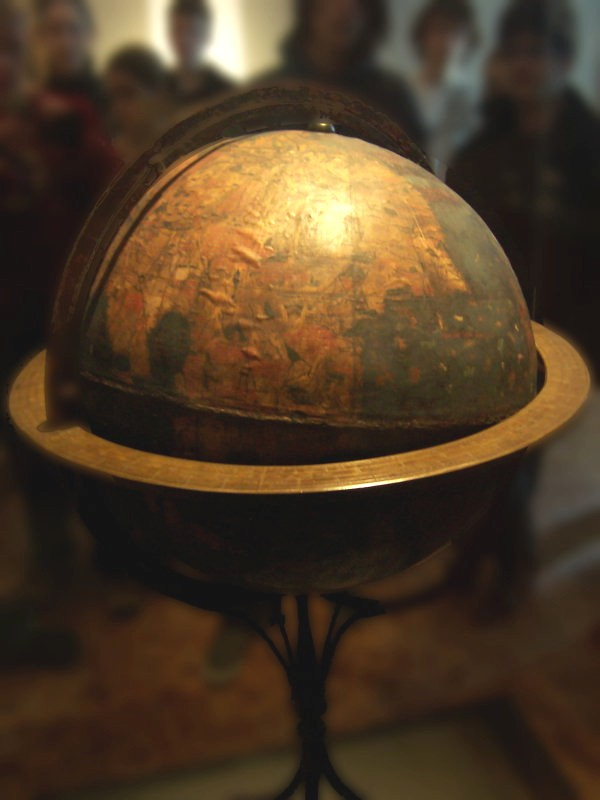
Globus Martina Behaima, najstarszy znany i zachowany globus na świecie (Norymberga, 1491)
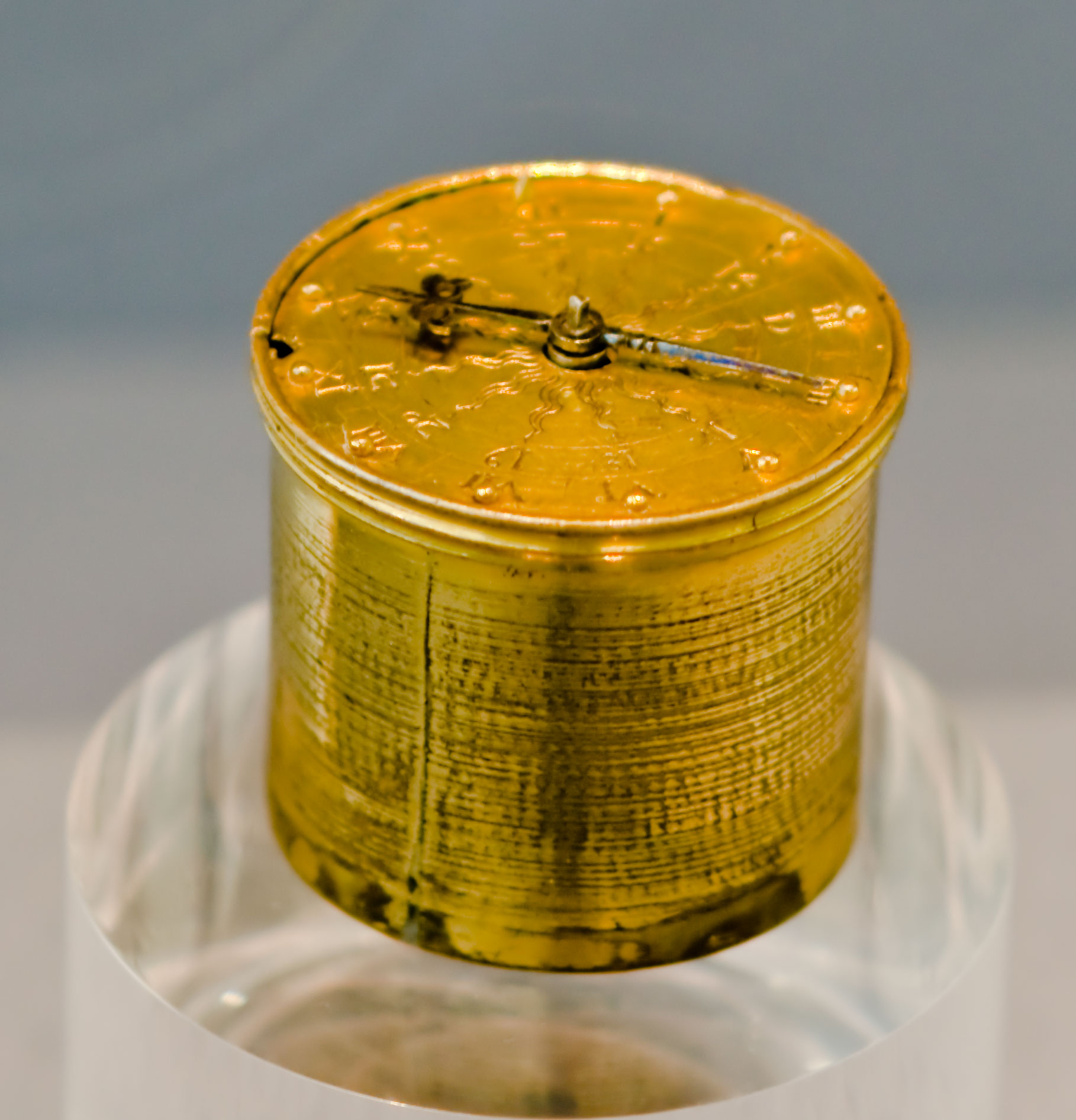
Tzw. „norymberskie jajko”, jeden z pierwszych zegarków kieszonkowych na świecie, przypisywany Peterowi Henleinowi (Norymberga, ok. 1510)
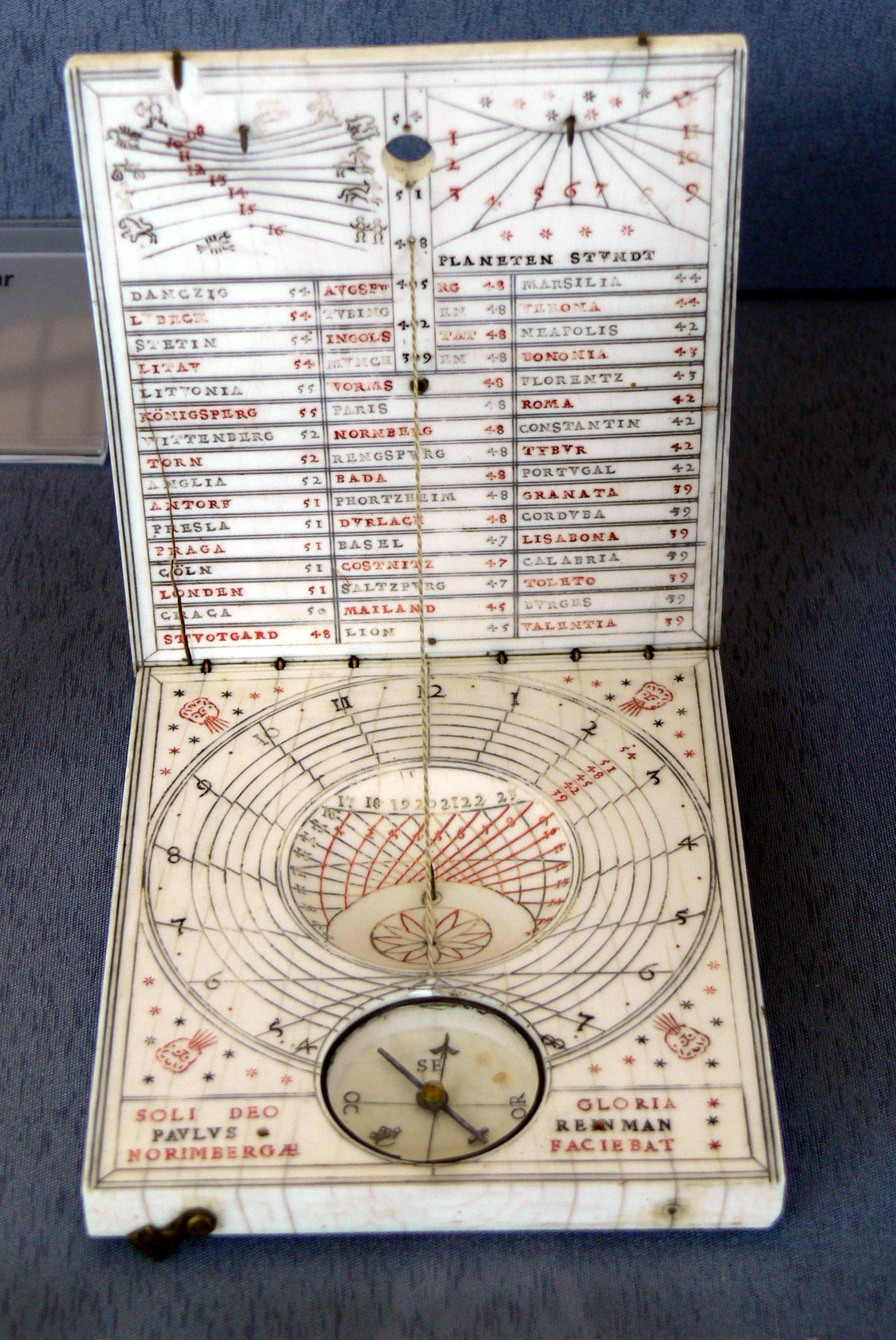
Paul Reinmann, składany zegar słoneczny (Norymberga, 1557)
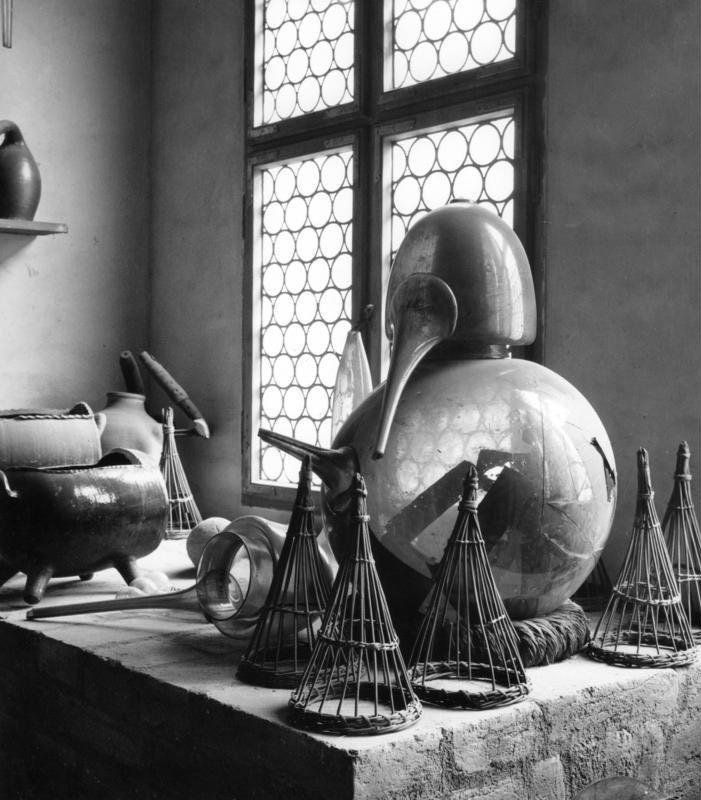
Wyposażenie laboratorium chemicznego z końca XVIII w.

### Instrumenty muzyczne

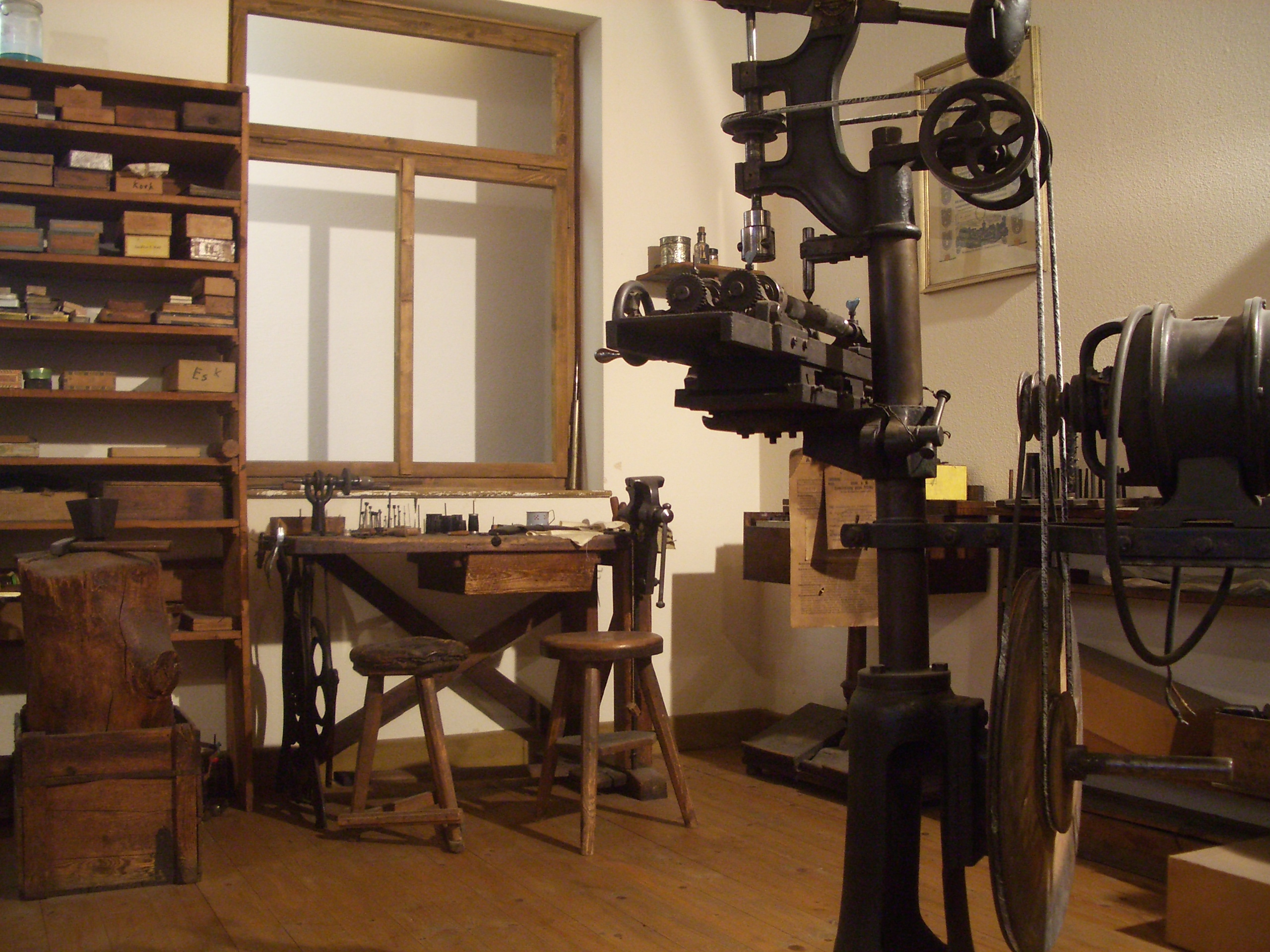
Dawny warsztat instrumentów muzycznych

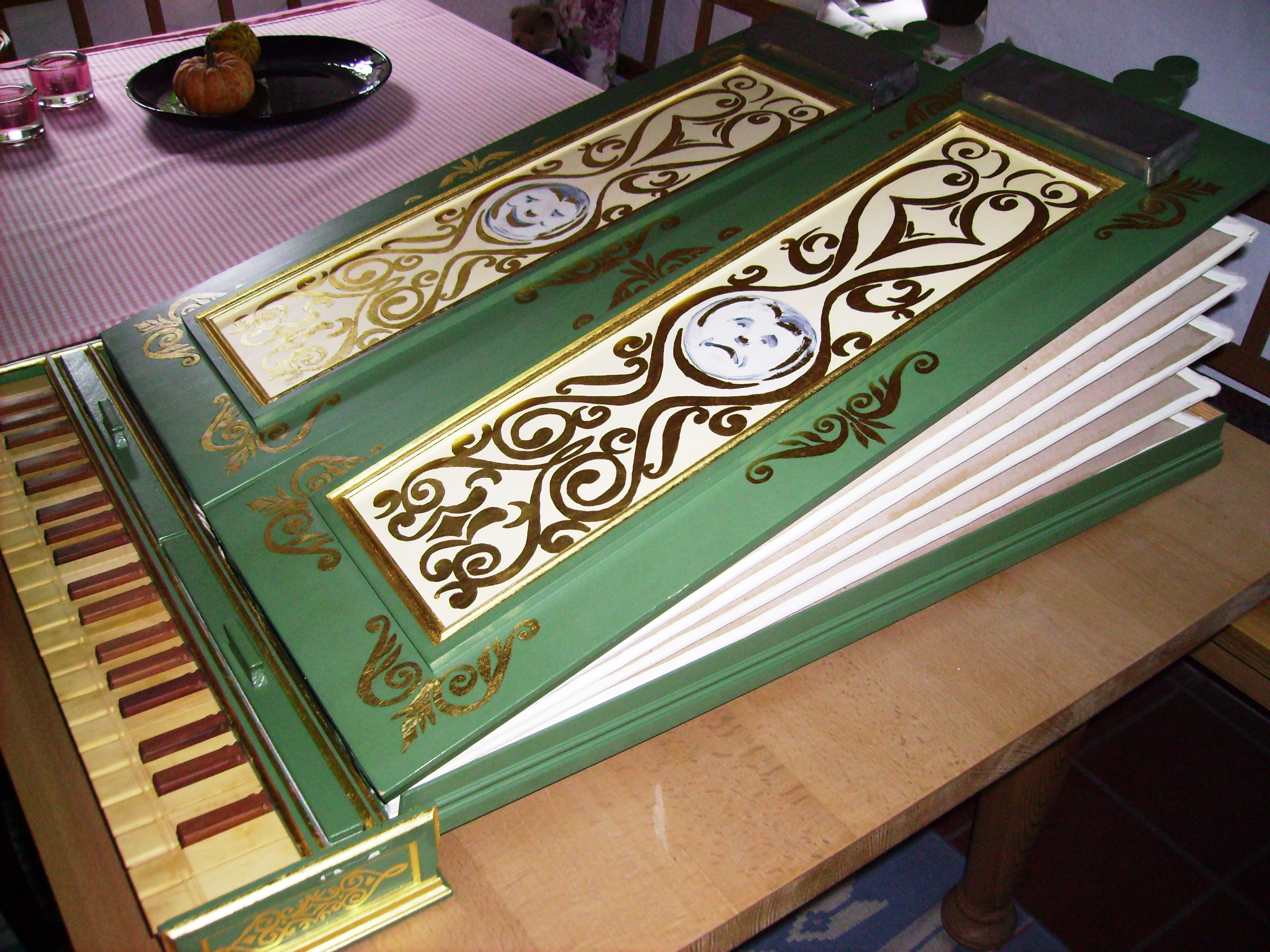
Regał, kopia oryginalnego instrumentu z ok. 1600, wykonana w 1988

Zbiór historycznych instrumentów muzycznych jest ze względu na swój rozmiar jednym z najważniejszych tego typu na świecie. Licząca ponad 3 000 eksponatów kolekcja zawiera instrumenty różnych rodzajów, wytworzone w okresie od XVI do XX wieku. Główną atrakcją tego działu jest największy na świecie zbiór historycznych instrumentów klawiszowych (w tym XVIII-wieczny fortepian, zbudowany przez Johanna Andreasa Steina), a także kolekcja instrumentów strunowych i dętych byłego Wolnego Miasta Norymbergi. Zbiór, który zawiera, między innymi, instrumenty z kościołów norymberskich na początku lat 60. wzrósł do około 300 eksponatów. W 1962 roku muzeum nabyło przy wsparciu Fundacji Volkswagena około 1 500 sztuk instrumentów różnych rodzajów z kolekcji Ulricha Rücka. W 1969 roku, znów z pomocą Fundacji Volkswagena, muzeum weszło w posiadanie historycznej kolekcji wytwórcy fortepianów z Bambergu, J. C. Neuperta, liczącej około 300 instrumentów, głównie klawiszowych. Dzięki temu kolekcja historycznych instrumentów klawiszowych Germańskiego Muzeum Narodowego stała się jedną z największych i najważniejszych tego typu na świecie. Z biegiem lat zbiory instrumentów muzycznych wzbogaciły się o dalsze znaczące nabytki, między innymi o kolekcję 32 fagotów ze zbioru Willa Jansena (1971), instrumentów dętych drewnianych ze zbioru Georga i Fritza Graeßelów jako Fundacja Rodziny Graeßelów (1986), około 190 instrumentów dętych blaszanych z kolekcji Karla i Helgi Hachenbergów (2000) i ponad 60 obojów ze zbiorów Wolfganga A. F. Fischera (2002). 

### Broń i kultura łowiecka

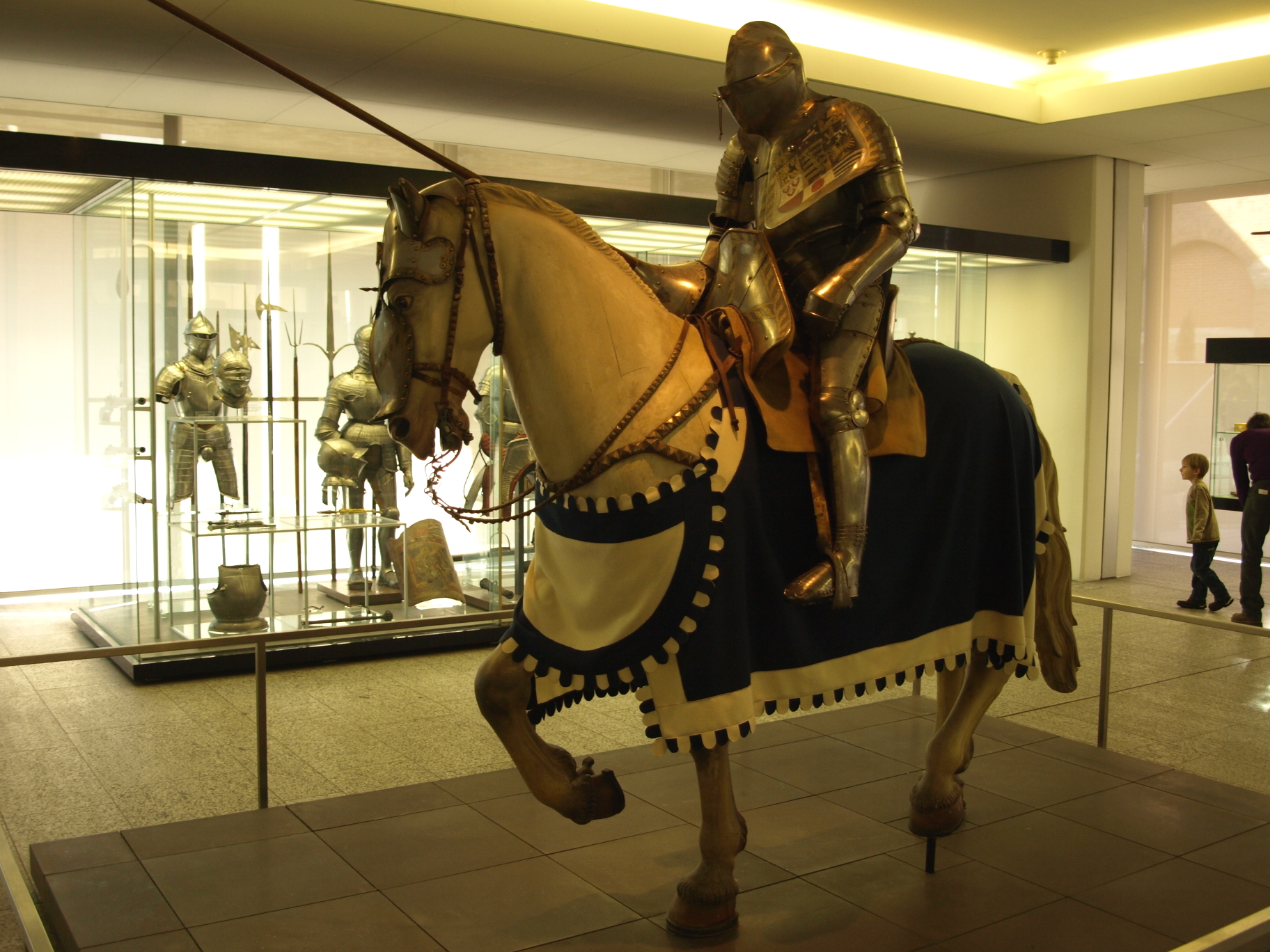
Sala broni i łowiectwa

Arcydzieła rzemieślników – wytwórców broni, powstałe w okresie od XI do XIX wieku, okazują sposób wytwarzania, sztukę i znaczenie broni w historii kultury. Zbiory historycznej broni i przedmiotów kultury łowieckiej obejmują szeroki ich zakres – od miniaturowych pistoletów do potężnych luf armatnich. Eksponowane rodzaje broni, które były używane podczas wojny, polowań i w celach reprezentacyjnych, dają szerszy pogląd na środowisko rycerskie, ufortyfikowane grody, żołnierzy najemnych i kulturę dworską. Kolekcja zawiera broń palną (w tym wczesne modele), broń białą oraz zbroje (w tym turniejowe). Do głównych atrakcji tego działu należy rzadki, średniowieczny hełm garnczkowy i XIV-wieczny piszczał. Kolekcja broni historycznej w Germańskim Muzeum Narodowym jest jedną z najstarszych w jego zbiorach. Jej zalążkiem był zbiór starej broni, należący do założyciela muzeum Hansa von und zu Aufseß. Kolekcjonowanie broni i badania nad nią miały wówczas silne podłoże romantyczne i patriotyczne. Militarystyczny duch końca XIX wieku utrudniał często zachowanie krytycznego dystansu do tego zjawiska. Z kolei po katastrofach obu wojen światowych zajmowanie się bronią jako przedmiotem badań zostało podane w wątpliwość. Do dziś zadanie badania broni jako zjawiska w historii kultury, wolne od ideologii, stanowi duże wyzwanie. W pierwszym budynku muzeum, Tiergärtnertorturm, kolekcja broni była eksponowana w poświęconej jej sali. Wraz z przeprowadzką do byłego klasztoru kartuzów ekspozycję broni urządzono w tzw. małym krużganku. Do rozbudowy kolekcji walnie przyczynił się August Ottmar Essenwein (1831–1892), który w latach 1866–1891 był dyrektorem generalnym muzeum. Jego osobiste zainteresowanie sprawami broni i badaniami nad nią okazały się ważne dla rozwoju wiedzy naukowej na temat broni w Niemczech. Za jego kadencji dokonano znaczących nabytków broni z okresu od około 1650 roku do XIX wieku. Dzieło to kontynuował jego następca, Gustav von Bezold (1848–1934), dyrektor generalny muzeum w latach 1894–1920. W latach 1920–1936, za kadencji kolejnego dyrektora, E. Heinricha Zimmermanna broń myśliwska stała się samodzielną częścią kolekcji, która znacznie się rozrosła. Zakupy eksponatów finansowano w tym czasie poprzez sprzedaż wartościowych przedmiotów z kolekcji. Ekspozycja broni była wówczas podzielona na sekcje specjalistyczne, ulokowane w sali dawnego refektarza i innych pomieszczeniach. Podczas II wojny światowej część kolekcji broni wyprowadzono na zewnątrz muzeum i zmagazynowano głównie w zamkach Frankonii unikając dzięki temu większych strat. Ze względu na klęskę Niemiec w II wojnie światowej po jej zakończeniu pojawiła się awersja do broni. Znalazło to odzwierciedlenie w silnym podkreślaniu jej czysto artystycznych wartości z pominięciem aspektu kulturowego i historycznego. W tym czasie kolekcja broni była rozproszona po różnych działach muzeum. Począwszy od 1960 roku część eksponatów myśliwskich została umieszczona w zamku Neunhof, oddziale Germańskiego Muzeum Narodowego. W roku 1971, w 500. rocznicę urodzin Dürera, zorganizowano na Zamku Cesarskim wystawę specjalną zatytułowaną: Drogocenna broń i sprzęt myśliwski (Kostbare Waffen und Jagdgeräte). Od roku 1975 ekspozycje broni palnej i myśliwskiej znajdują się na parterze skrzydła wschodniego muzeum, natomiast duże armaty są wystawione na przyległym dziedzińcu, tzw. Kanonehof. Od 1999 roku broń jest również eksponowana w Cesarskim Muzeum Zamkowym, kolejnym oddziale Germańskiego Muzeum Narodowego. 

### Dawne sądownictwo
W kolekcji znajdują się narzędzia do wymierzania kar: tortur, kar wymierzanych publicznie i kar cielesnych) wraz z właściwą im symboliką. Eksponaty pochodzą głównie z początkowego okresu dziejów nowożytnych. 

### Archiwum Historyczne
Archiwum Historyczne zawiera historyczne dokumenty z niemieckiego obszaru językowego obejmujące okres od X do XXI wieku. Zasoby archiwum, mieszczące się na ponad dwóch kilometrach półek zawierają różnego rodzaju archiwalia, w tym dokumenty rodzinne, tzw. Niemieckie Archiwum Dzwonów (Deutsche Glockenarchiv) i archiwum administracyjne Germańskiego Muzeum Narodowego (od 1852 roku). Materiały archiwalne, z wyjątkiem registratury własnej, zostały zgromadzone drogą zakupu, darowizny lub wypożyczenia. Podstawą Archiwum Historycznego stało się w 1852 roku prywatne archiwum założyciela muzeum, Hansa von und zu Aufseß, który postawił przed sobą zadanie utworzenia zbioru materiałów źródłowych dotyczących historii kultury całego niemieckiego obszaru językowego. Swój zbiór przekazał następnie muzeum. W 1964 roku z Archiwum Historycznego wydzielono Archiwum Sztuki, które od 2007 roku jest kolejnym, niezależnym działem muzeum. 

### Archiwum Sztuki Niemieckiej
Archiwum Sztuki Niemieckiej jest największym tego typu zbiorem w krajach niemieckojęzycznych. Zawiera ono spuściznę archiwalną, personalia, korespondencje i informacje dotyczące zawodowego lub artystycznego życia artystów, historyków sztuki i instytucji artystycznych. Obejmuje on prawie 1 400 pozycji, mieszczących się na około dwóch i pół kilometrach półek regałów. Archiwum koncentruje się na sztuce nowoczesnej. Zasoby archiwum powiększają się nieustannie dzięki kontaktom ze współczesnymi artystami i naukowcami.